# Persische Architektur
Der Begriff persische Architektur oder iranische Architektur bezeichnet die Architektur im heutigen Iran und den angrenzenden Gebieten des früheren Perserreichs. Als eines der 20 größten Länder der Erde weist Iran eine große topografische und klimatische Vielfalt auf, die die Architektur in den unterschiedlichen Landesteilen beeinflusst hat. Zugleich liegt das Gebiet des heutigen Irans im Zentrum des Alten Orients, eines der ältesten Kulturräume der Welt mit einer Jahrtausende in die Vergangenheit reichenden kontinuierlichen Geschichte, von der auch die Architektur zeugt.

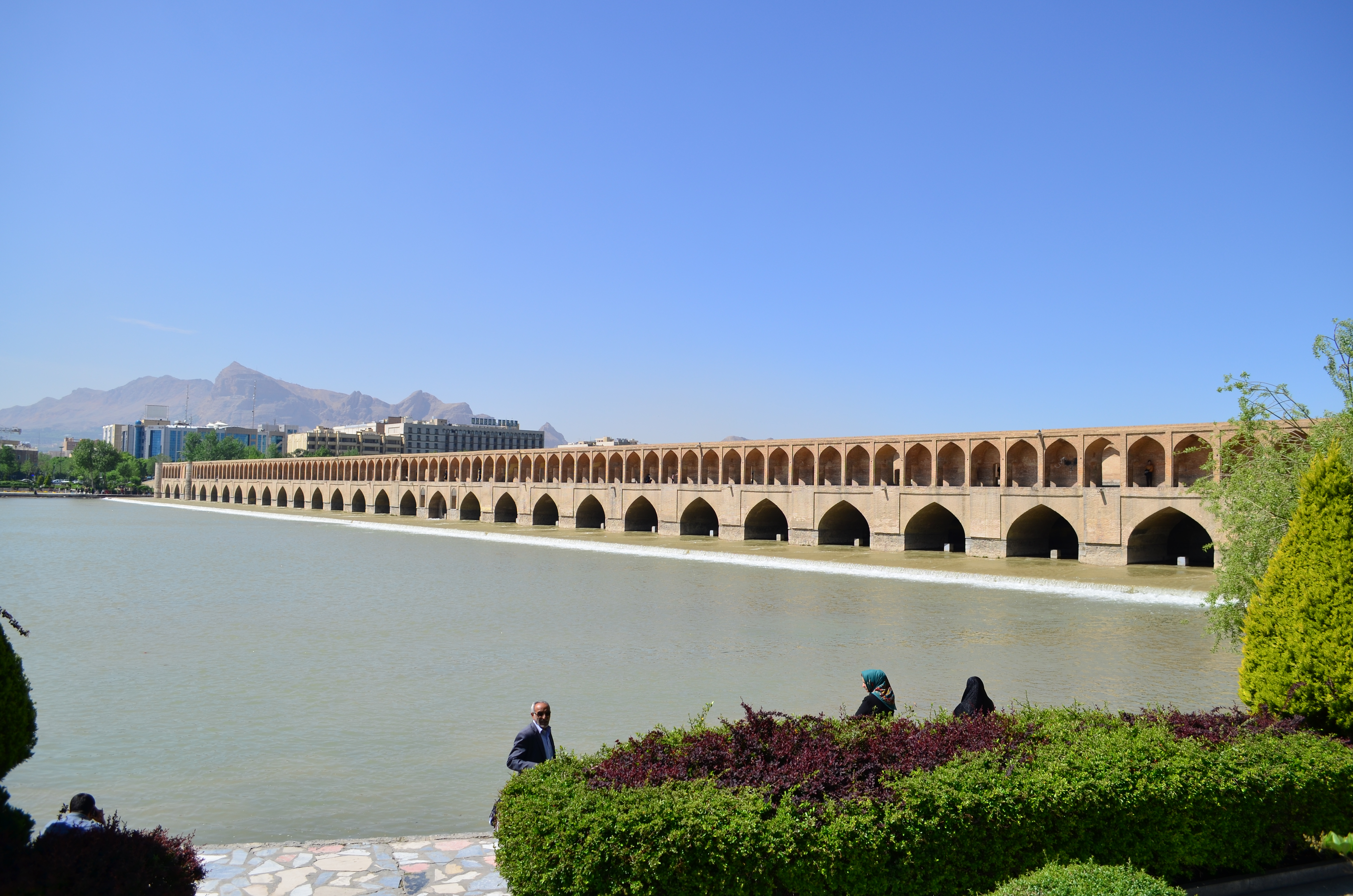
Si-o-se Pol, Isfahan, 1602

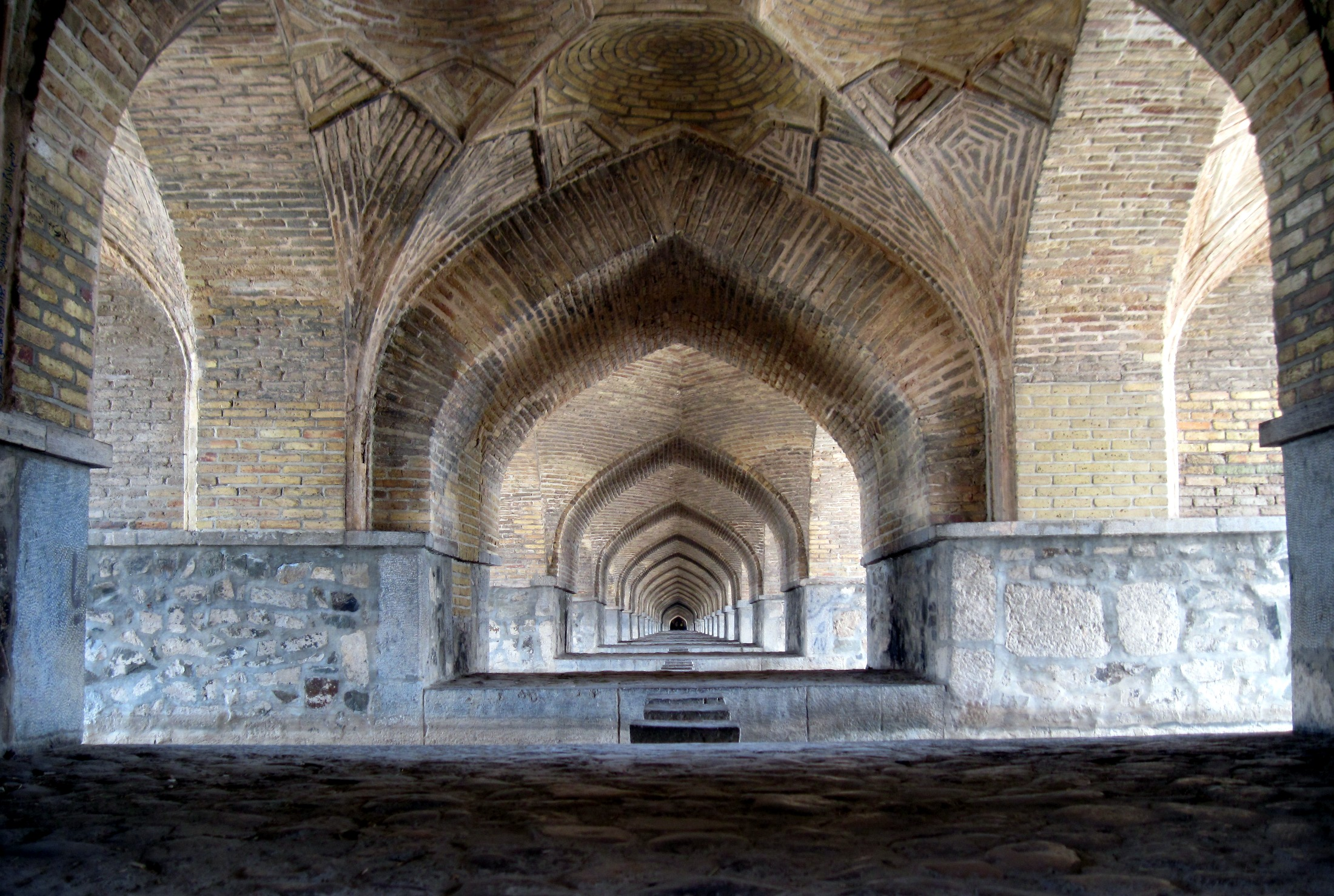
Gewölbestruktur der Si-o-se Pol

## Historischer Überblick
Dauerhafte Bauwerke sind in Iran seit der Sesshaftwerdung des Menschen im 8. Jahrtausend v. Chr. nachgewiesen. Schon zwischen 3200 und 2800 v. Chr. bestand auf dem Gebiet Irans das Elamitische Reich. Die Meder vereinigten das Gebiet um 625 v. Chr. erstmals zu einem Reich. Die von Kyros dem Großen begründete Dynastie der Achämeniden regierte vom heutigen Südiran aus bis zur Eroberung durch Alexander den Großen im Jahr 330 v. Chr. Es folgte das Sassanidenreich, das zwischen dem 3. und 7. Jahrhundert neben dem Byzantinischen Reich zu den mächtigsten Staaten der damals bekannten Welt zählte. Die Ausbreitung des Islam führte 651 zum Ende des Sassanidenreichs. Persien wurde ein Teil der Islamischen Welt und von Kalifen regiert. Persische Gelehrte hatten entscheidenden Anteil an der Blütezeit des Islam. Seldschuken, mongolische Ilchane, und die Timuriden lösten einander in der Herrschaft ab, bis 1499 Schah Ismail I. die Dynastie der Safawiden gründete, die bis ins 18. Jahrhundert Bestand hatte. Unter der Förderung der Safawidenherrscher erlebte Persien eine Blütezeit der Kunst und Architektur. Es entstanden architektonische Meisterwerke, die heute zum Bestandteil des Weltkulturerbes zählen. Unter der 1794 gegründeten Kadscharen-Dynastie begann der politische Einfluss Persiens abzunehmen. Die beiden Monarchen der Pahlavi-Dynastie betrieben eine Politik der Modernisierung und Säkularisierung, teils unter Instrumentalisierung des antiken kulturellen Erbes und zum Preis politischer und gesellschaftlicher Oppression. Gesellschaftliche Spannungen kulminierten in der Islamischen Revolution von 1979.

## Epochen

### Früheste Zeit: 8.–1. Jahrtausend v. Chr.
Die Architekturgeschichte Irans beginnt mit der Sesshaftwerdung des Menschen. Anhand archäologischer Funde lässt sich die zunehmende Differenzierung und Konstruktion der Gebäude nach unterschiedlichen Zwecken in ihrer historischen Entwicklung seit frühester Zeit nachvollziehen.

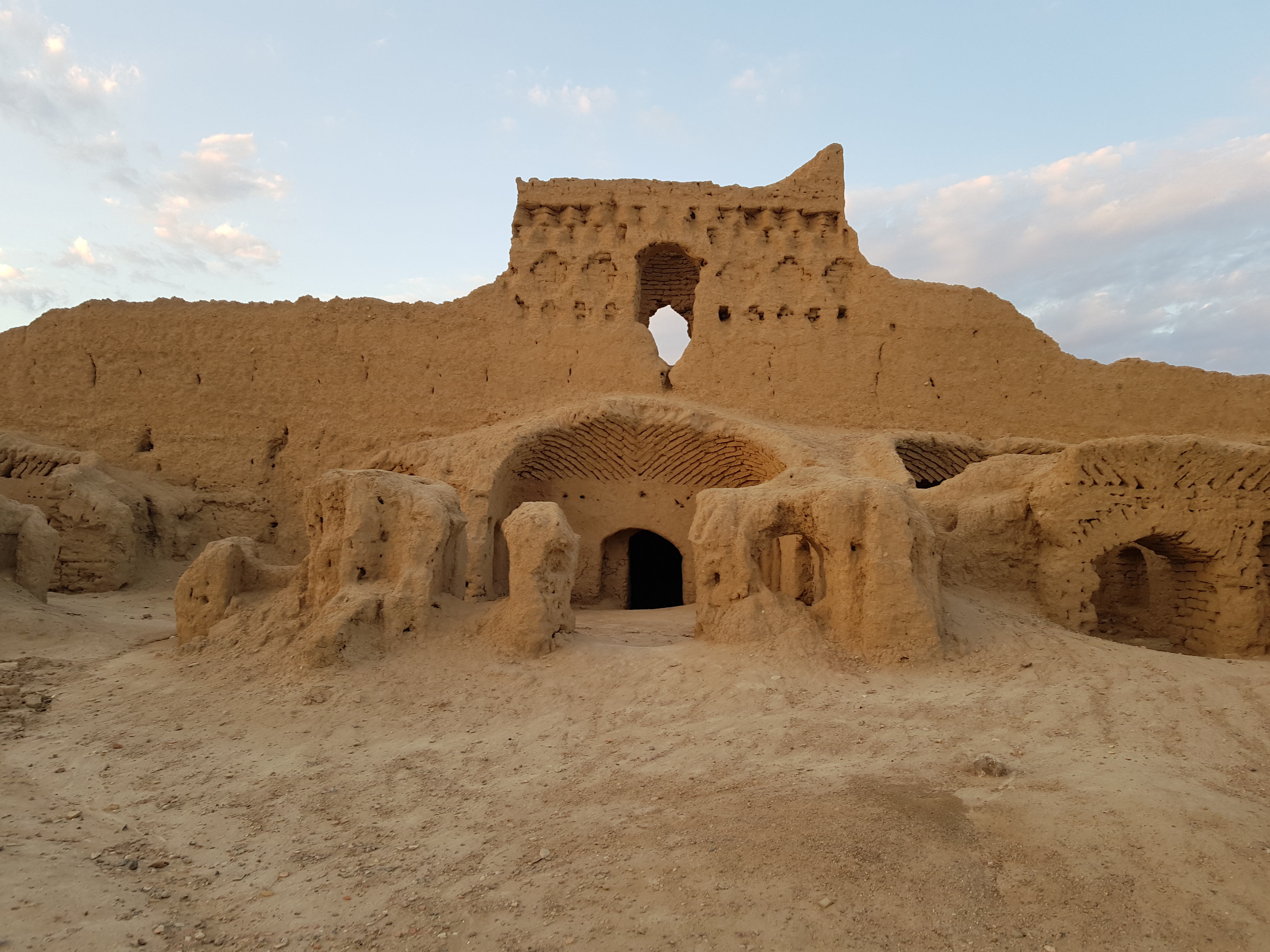
Tepe Hissar, 4. Jahrtausend v. Chr.

Die frühesten bekannten, archäologisch fassbaren Bauten wurden im Tappe von Ganğ Darreh freigelegt und ins 8.–7. Jahrtausend v. Chr. datiert. Hier entstanden in vier Haupt-Siedlungsschichten kleine rechteckige Räume mit abgerundeten Ecken. Stampflehmhäuser aus dem 6. Jahrtausend v. Chr. wurden in Tappe Sialk im zentralpersischen Kaschan freigelegt. Differenzierte architektonische Elemente, wie einfache Strebepfeiler und Risaliten-ähnliche Mauervorsprünge wurden in Tappe Zāğeh und in der Siedlung Tschogha Misch (Čoġā Miš) nachgewiesen. Im 4. Jahrtausend tauchen nach heutiger Kenntnis erstmals Verteidigungsanlagen auf, wie in der Siedlung Godin VI/V und im „burned building“ in Tappe Hesār IIIB aus dem 3. Jahrtausend. Dieser Bau wies schon Türme auf, die der Verteidigung dienen konnten. In Nordwestiran wurden mauergeschützte Siedlungen mit den typischen Rundhäusern der so genannten „Frühen transkaukasischen Kultur“ ausgegraben, die im 3. Jahrtausend v. Chr. bestanden. Siedlungsanlagen und ein Steinbruch aus dem 3. Jahrtausend v. Chr. wurden im südostiranischen Tappe Yahya gefunden; weitere bedeutende Siedlungen der Bronzezeit bestanden in Dschiroft, heutige Provinz Kerman, und in Schahr-e Suchte in der heutigen Provinz Sistan und Belutschistan. Am Fundplatz Sandal B bei Dschiroft wurde eine zweistöckige Zitadelle auf einer Fläche von 13,5 Hektar freigelegt.

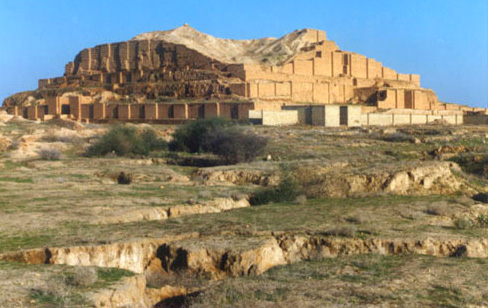
Die mittel-elamitische Zikkurat Tschogha Zanbil

Ende des 2. Jahrtausends lässt sich eine differenziertere architektonische Planung nachweisen, die Bauten werden großräumiger und es lassen sich einzelne Bereiche voneinander unterschieden, wie beispielsweise eine von einem Korridor umgebene Hofanlage in einer frühen Siedlungsschicht von Tal-i Malyan. Die Architektur nutzt die durch das Gelände vorgegebenen Bedingungen, um die bestmögliche Verteidigung des Baukomplexes zu gewährleisten, indem sie die Mauer vor- und zurückspringen lässt. Auch einfache Toranlagen lassen sich jetzt anhand der Grabungsfunde abgrenzen. Eine Trennung zwischen Siedlung und erhöht gelegener Befestigung (Zitadelle) wird ebenso erkennbar wie eine Gliederung der Festungsanlage in einen oberen, mittleren, und unteren Burgbereich. In Haft Tappe und Tschogha Zanbil (Čoġā Zanbil), ca. 40 km südöstlich von Susa, deuten Zikkurat-ähnliche Bauwerke mit Hochterrassen auf eine kultische Funktion. In ihrer unmittelbaren Nähe konnten Palastbauten nachgewiesen werden.

### Urartäer in West-Aserbaidschan: 9.−6. Jh. v. Chr.
Im 9. Jahrhundert v. Chr. entstanden Burganlagen der Urartäer auch im nordwestlichen Aserbaidschan, häufig in enger Nachbarschaft zu landwirtschaftlichen Anbauflächen, teils in Höhenlage. Kennzeichnend für die Architektur von Urartu ist die Gründung der Mauern aus standardisierten Lehmziegeln auf einem Sockel aus Trockenmauerwerk, der wiederum auf dem sorgfältig in Terrassenform abgetragenen Felsgrund ruhte. Ihr Grundriss war gewöhnlich rechteckig. Regelmäßige Quadermauern kennzeichnen wichtigere Gebäude. Im 8. Jahrhundert wiesen die Festungen abwechselnd kleine und große Bastionen auf, im 7. Jahrhundert ging man zu gleich großen Bastionen über. Ab dem 7. Jahrhundert wurde der Felsgrund nur noch dort abgetragen, wo tatsächlich Mauern erbaut wurden.
Das Vorhandensein unterschiedlich großer und verschieden ausgebauter Burganlagen deutet darauf hin, dass die urartäischen Bauten unterschiedlichen Zwecken dienten: Größere Festungen mit rechteckigen Hofgebäuden könnten militärische oder Verwaltungsfunktionen gehabt haben. Kleine und mittlere Anlagen, die sich oft in der Umgebung einer größeren finden, werden als „Wirtschaftshöfe“ angesehen. Eine der größten urartäischen Festungen in Iran war Bastam.

### Meder: 8.–6. Jh. v. Chr.
Im 6. Jahrhundert v. Chr. beginnt eine Übergangszeit hin zur Ausbildung der für die Meder typischen Architekturformen. Im Nuschidschan Tappe (Nuši Ğan Tappe) sind ein Feuertempel, ein weiterer Tempel, der einem als Apadana gedeuteten Bau angegliedert ist, und eine Zitadelle aus dieser Zeit erhalten. Ein medischer Herrensitz in Godin Tappe weist einen 30-Stützen-Saal auf.
Die Hauptstadt des Mederreichs, Ekbatana, lag vermutlich in der Nähe der heutigen Großstadt Hamadan, konnte aber noch nicht eindeutig archäologisch nachgewiesen werden. Eine weitere wichtige medische Stadt war Anschan. Auch die Geschichte dieser Stadt reicht bis ins 6. Jahrtausend v. Chr. zurück.

### Achämeniden: 559–330 v. Chr.
Die Ruinen dreier Residenzstädte sind aus der Zeit des Achämenidenreichs erhalten: Pasargadae, Persepolis und Susa. Dareios I. legte im 5. Jahrhundert v. Chr. die Persische Königsstraße an, welche die Hauptstadt Susa mit Sardis in Westanatolien verband. Eine zweite Straße quer durch das Zagros-Gebirge führte an Ekbatana und den Dareios- und Xerxes-Inschriften von Gandschnāme vorbei und passierte dann gut 100 km Luftlinie weiter südwestlich Bisotun, wo die Behistun-Inschrift in drei Sprachen von den Siegen des Dareios berichtet.

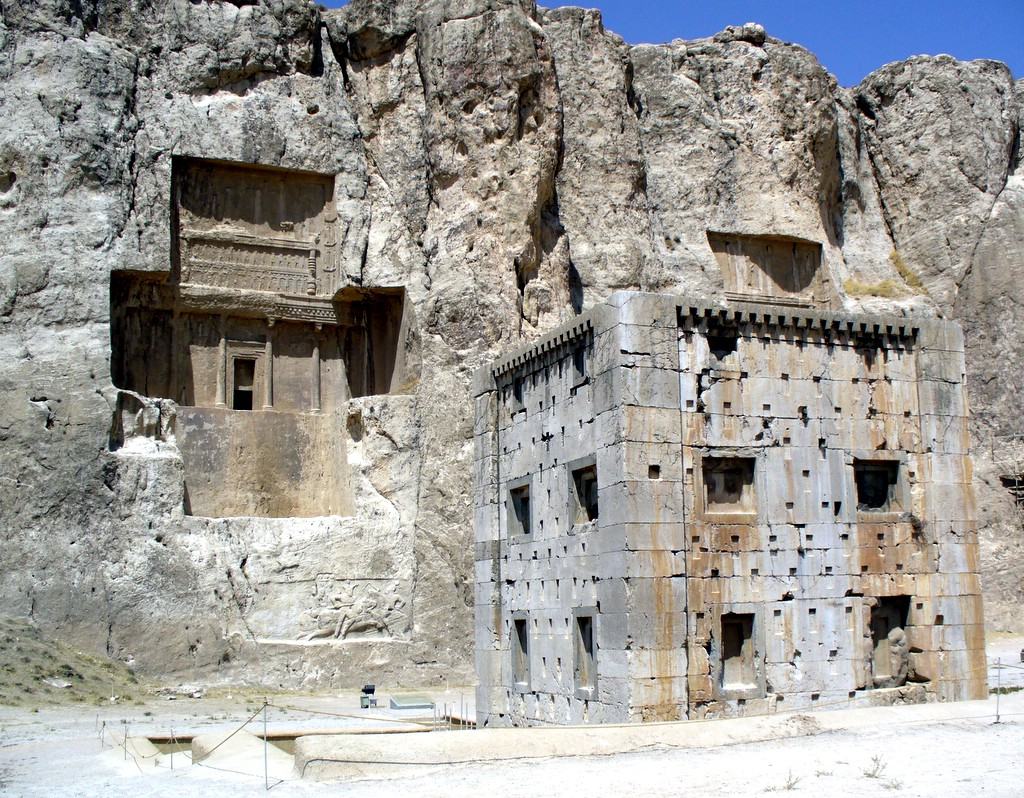
Naqsch-e Rostam
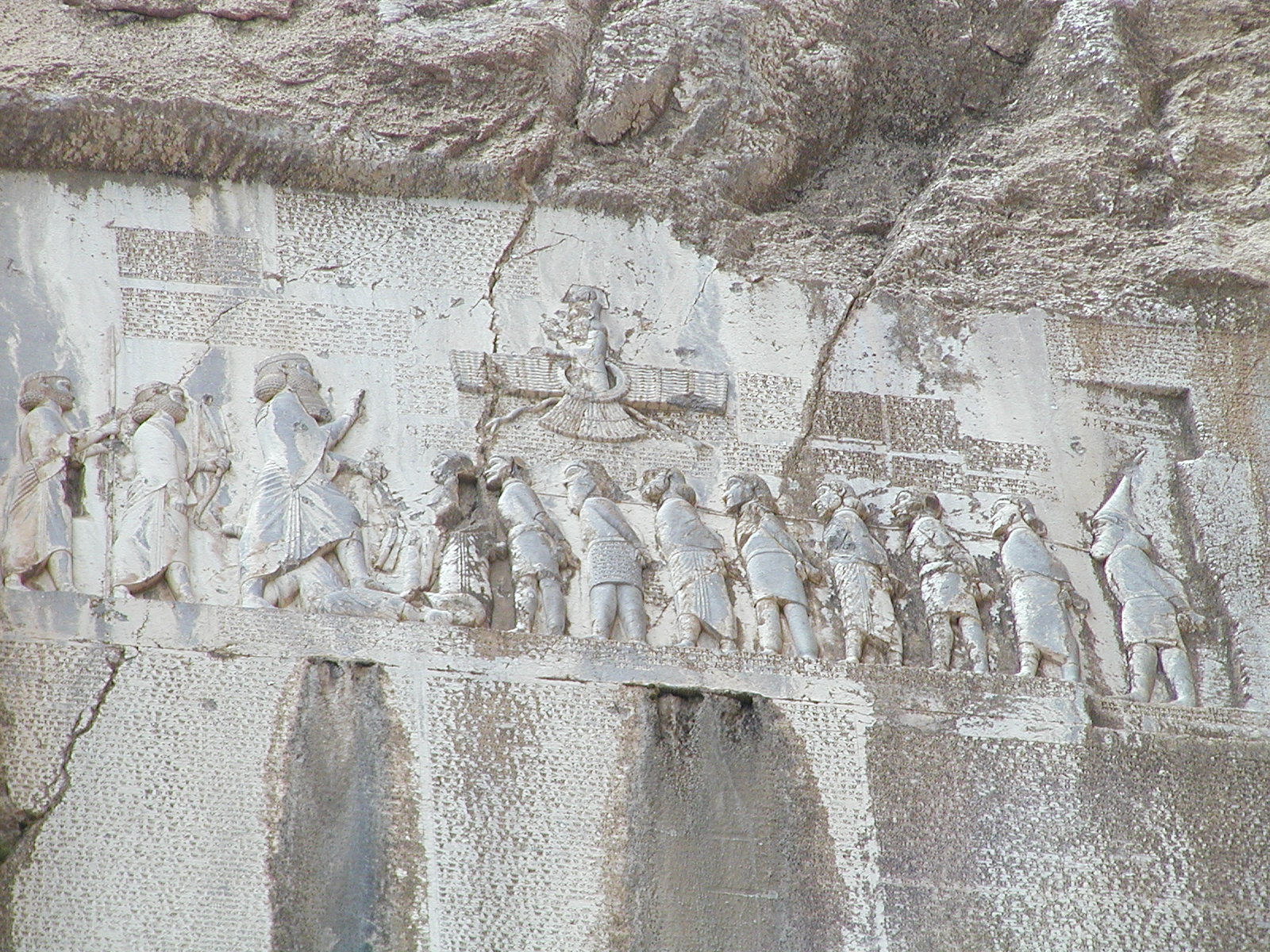
Behistun-Inschrift

#### Pasargadae

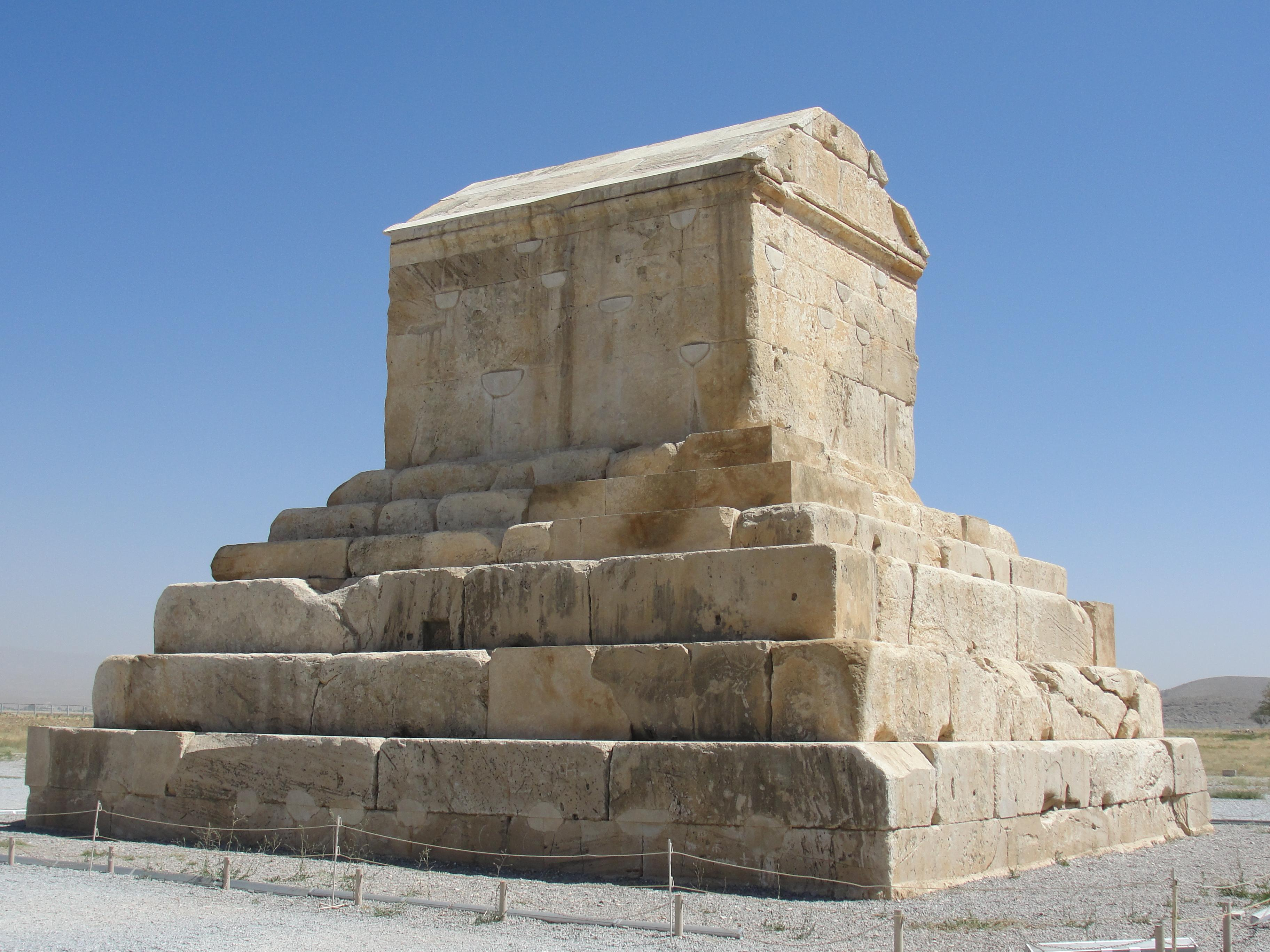
Grabmal von Kyros II. in Pasargadae

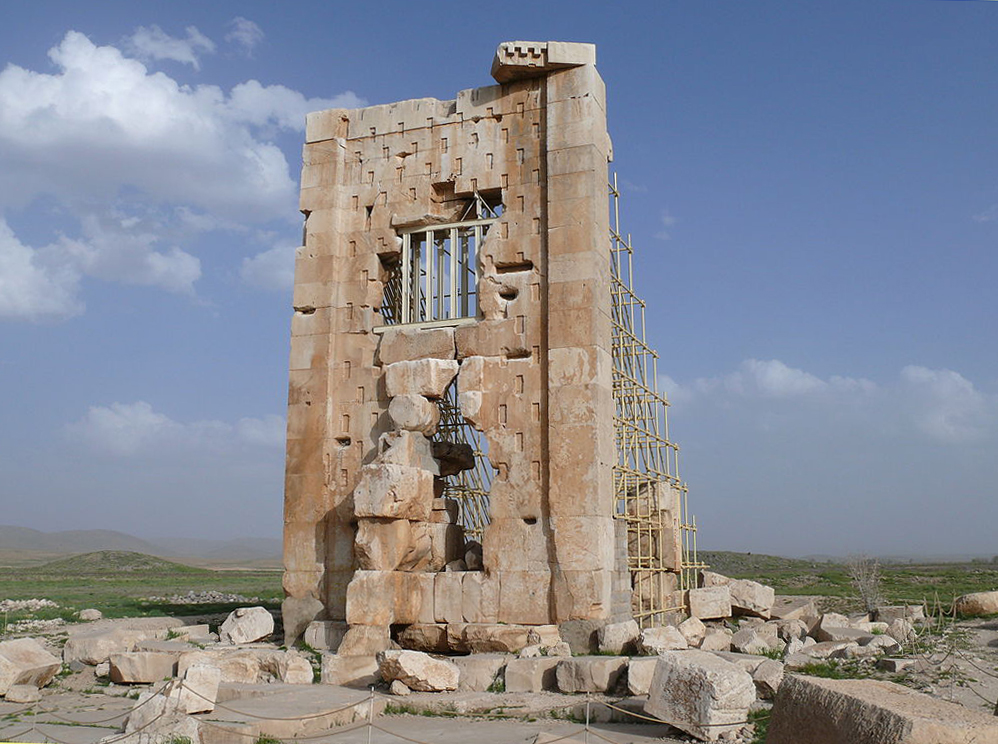
Zendan-i-Soleiman („Gefängnis des Salomo“) in Pasargadae

Die älteste Residenzstadt der Achämeniden war Pasargadae. Wichtige Bauten der 559–525 v. Chr. ausgebauten Stadt sind die monumentalen Tore, die Apadana, sowie der heilige Bezirk mit dem Feuertempel und dem Grabmal von Kyros II. In Pasargadae wurde auch die früheste rekonstruierbare persische Gartenanlage entdeckt, deren Gestaltungsprinzipien die Architektur der gesamten folgenden Zeit, insbesondere die Islamische Architektur, prägen sollte.

#### Persepolis
Für die großköniglichen Paläste in Pasargadae und Susa sowie für die Palaststadt Persepolis wurden Werke der Hochkulturen ausgewählt, seien es griechische, mesopotamische oder ägyptische, und zu etwas ganz Eigenem umgeformt. So finden sich an achämenidischen Palästen Monumentaltore mit typisch ägyptischen Hohlkehlen, Säulen, die ionische Merkmale aufweisen (und auch von ionischen Steinmetzen geschaffen wurden), assyrisch-babylonische Flachreliefs und jene der assyrischen Kunst entlehnten Fabelwesen (Lamassu), die aus geflügelten Rinderleibern mit Stier- oder Menschenköpfen bestehen und die paarweise an den Torgebäuden angeordnet die Funktion von Wächtern übernahmen.
Ein achämenidischer Palastbezirk setzt sich aus mehreren Einzelgebäuden zusammen. In der ältesten Anlage von Pasargadae waren die weitgestreuten Bauten Teil des ersten nachweisbaren persischen Paradeisos, einer riesigen umzäunten Gartenanlage mit künstlichen Wasserläufen, Seen, Palastbauten und Pavillons. Im Gegensatz dazu stehen die Baumassen in Persepolis viel dichter zusammen und sind stärker aufeinander bezogen. Schon in Pasargadae wird zwischen einem Wohnpalast und einem Audienzpalast (Apadana) unterschieden.
Die Palastgebäude bestehen aus einer zentralen rechteckigen Halle mit Wänden aus getrocknetem Lehm, deren hölzernes Flachdach von Steinsäulen getragen wurde. An mindestens einer, manchmal aber auch an allen vier Seiten schließen sich nach außen offene Vorhallen an, deren Dächer ebenfalls von Säulen getragen wurden. In Pasargadae überragte der zentrale Innenraum die umgebenden Vorhallen, so dass Fenster in der oberen Wandzone möglich waren. In Persepolis sind Vorhallen und zentrale Säulenhalle gleich hoch geworden, was das ehemalige Vorhandensein von Oberlichtern im Dach fast sicher macht.
Der letzte Schah, Mohammad Reza Pahlavi, ließ 1971 Teile von Persepolis zur 2500-Jahr-Feier der Iranischen Monarchie restaurieren.
Sechs Kilometer nördlich von Persepolis, bei Schiras, befindet sich die Stätte von Naqsch-e Rostam. Neben vier Gräbern achämenidischer Großkönige sowie eine Reihe sassanidischer Felsreliefs steht hier auch der Kaʿbe-ye Zartuscht.
Der Kontakt der iranischen Architekten mit der kleinasiatisch-ionischen Bauwelt war für die achämenidischen Palastbauten entscheidend. Da man die steinernen Säulen mit einem hölzernen Dachgebälk kombinierte wagte man in der Apadana von Persepolis Interkolumnien von 8,65 m. Die Säulen erreichten eine Höhe von 19,25 m bei einem Schlankheitsgrad von 12 Durchmessern. Ergebnis war ein über 3600 m² großer Innenraum voller Unbeschwertheit und Anmut.

#### Susa

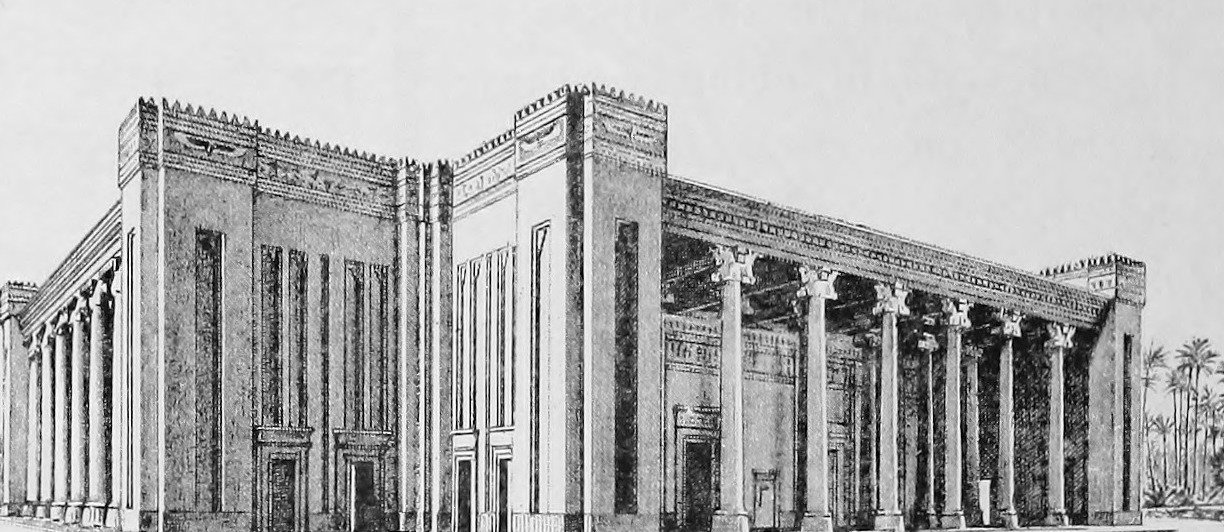
Palast von Dareios I. (Susa)

Die Siedlungsgeschichte von Susa, im Südwesten Irans nahe der irakischen Grenze in der Provinz Chuzestan am Rande der heutigen Stadt Schusch, ist bis zurück ins 4. Jahrtausend dokumentiert. Vom dritten bis zum ersten Jahrtausend v. Chr. war Susa eine bedeutende Stadt der Elamiter. Der Palast von Dareios I. ist eines der Bauwerke aus achämenidischer Zeit in Susa.

### Seleukiden, Parther: 312–63 v. Chr.

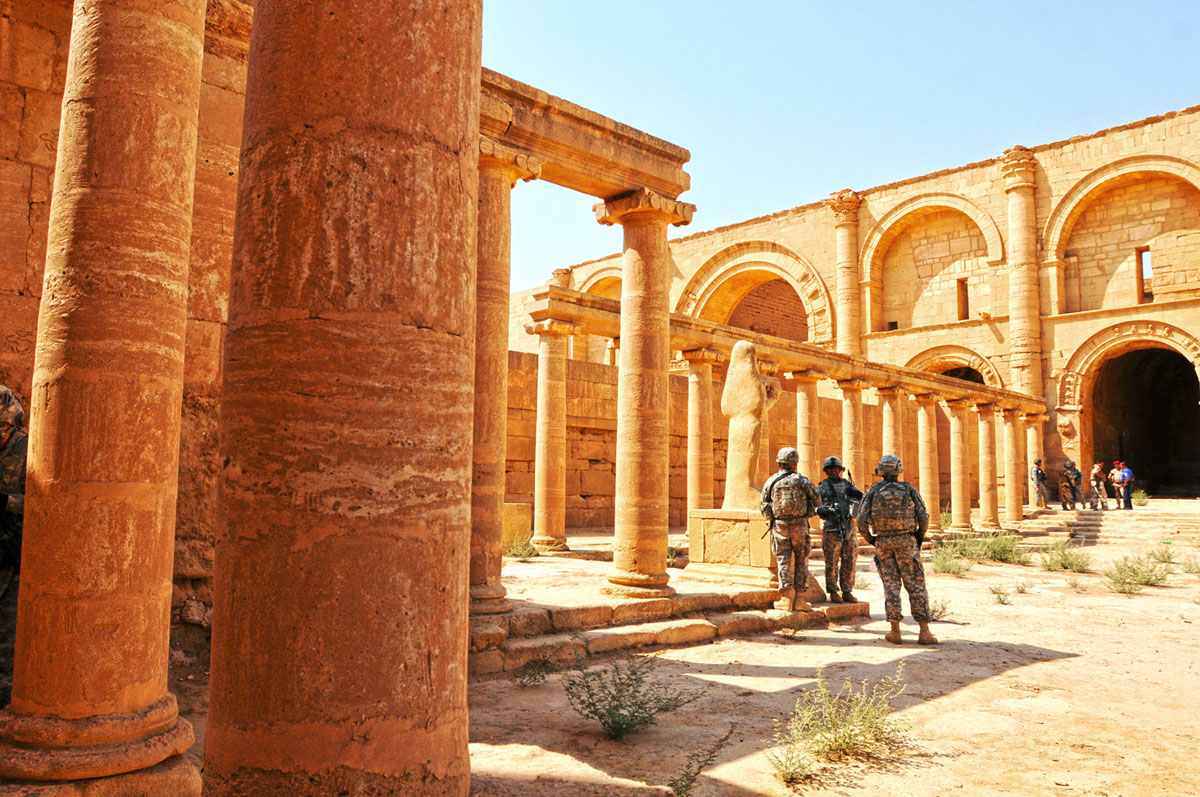
Ruinen von Hatra (2010)

Im westlichen Iran traten die Seleukiden in der Nachfolge Alexanders des Großen an die Stelle der Achämeniden. Seit 310 v. Chr. gehörten Medien, Susiane, die Persis und Karmanien zu ihrem Reich. Eine umfassende Besiedlung des Landes mit Griechen erfolgte im Gegensatz zu den übrigen wichtigen Reichsteilen nicht. Ab 305 v. Chr. stand auch das östliche iranische Hochland sowie der Hindukusch unter seleukidischer Herrschaft. Die dort etablierten Satrapien Parthien und Baktrien machten sich jedoch um 246 v. Chr. unabhängig. Nominell verblieben sie zwar lange seleukidische Vasallen, wurden aber nie mehr direkt verwaltet. Aus Parthien und Baktrien gingen zwei bedeutende Reiche hervor, die sich später bis Mesopotamien beziehungsweise Indien erstreckten. Im Jahr 141 v. Chr. eroberten die Parther Iran.
Ein bedeutendes Bauwerk der Parther ist die Große Mauer von Gorgan zwischen dem Kaspischen Meer und dem Kopet-Dag, die in ihrer Anlage anderen großen Wallanlagen wie dem römischen Limes und der Chinesischen Mauer gleichkommt. In regelmäßigen Abständen sind der aus Ziegelsteinen erbauten Mauer Kastelle zugeordnet. Die parthische Architektur ist in ihrer Form nur schwer von seleukidischen oder einfachen achämenidischen Bauten zu unterscheiden. Bauten aus seleukidischer, parthischer und römischer Zeit sind in Dura Europos entdeckt worden. Zwei parthische Felsreliefs finden sich an der Stätte von Hung-i Nauruzi.
Die Ruinen der Stadt Hatra im heutigen Irak stellten einen der bedeutendsten Fundorte der Partherzeit dar und gehörten zum UNESCO-Welterbe. Die Stätte selbst wird seit dem Sommer 2014 durch den sogenannten Islamischen Staat (IS) kontrolliert. Anfang März 2015 meldete das irakische Kulturministerium, dass Hatra mit Bulldozern und Sprengstoff systematisch zerstört werde.

### Sasaniden: 224–642 n. Chr.

#### Stadtplanung
Sasanidische Stadtanlagen folgten übergeordneten Plänen: Firuzabad, die Residenzstadt des Begründers des Sassanidenreichs, Ardaschir I., war ursprünglich kreisförmig angelegt und von zwei Lehmmauern und einem 35 Meter breiten Graben umgeben. Zwanzig radial angelegte Straßen führten auf ein turmartiges Gebäude zu, das nach Ernst Herzfeld vermutlich Teil einer Palastanlage oder eines Regierungsgebäudes war und als Symbol Ardaschirs zentralistischer Weltsicht gedeutet werden konnte. Acht Kilometer entfernt, am Ufer des westlichen Arms des Tang-āb-Flusses, liegt der Palast von Ardaschir I. mit einem teichartigen Becken und einem Feuertempel.
Bischapur erhielt nach seiner Neugründung durch Schapur I. 266 einen rechteckigen Grundriss mit schachbrettartigem Stadtplan. Die eigentliche Stadt ist bisher nur zum kleinen Teil erforscht. Vor allem die Ruinen des Palastes stehen heute noch bis zu einer beachtlichen Höhe. Zentrum des Komplexes war eine kreuzförmige Anlage, die wohl aus einem Hof und vier Iwans bestand. Es handelt sich um den Thronsaal des Palastes, in dessen Wände sich Nischen befanden. Der ganze Palast war mit Mosaiken dekoriert, die stilistisch hellenistischen Einfluss zeigen. In der Nähe der Stadt befindet sich eine Höhle mit einer Kolossal-Statue Schapurs I. Auch die Stadt Gundischapur war auf eine Mittelachse hin ausgerichtet und war nach einem schachbrettartigen Plan errichtet.
Die Doppelstadt Seleukeia-Ktesiphon im heutigen Irak war die Hauptresidenz der Könige der Parther und der Sasaniden. Nach der persischen Niederlage in der Schlacht von al-Qādisīya wurde die Stadt (um 638) von den Arabern erobert und teilweise zerstört. Seit der Gründung Bagdads 762 verfiel Seleukeia-Ktesiphon. Die einzige heute zu sehende Ruine ist der sasanidische (wohl von Chosrau I. erbaute oder fertiggestellte) Palast Taq-e Kisra.

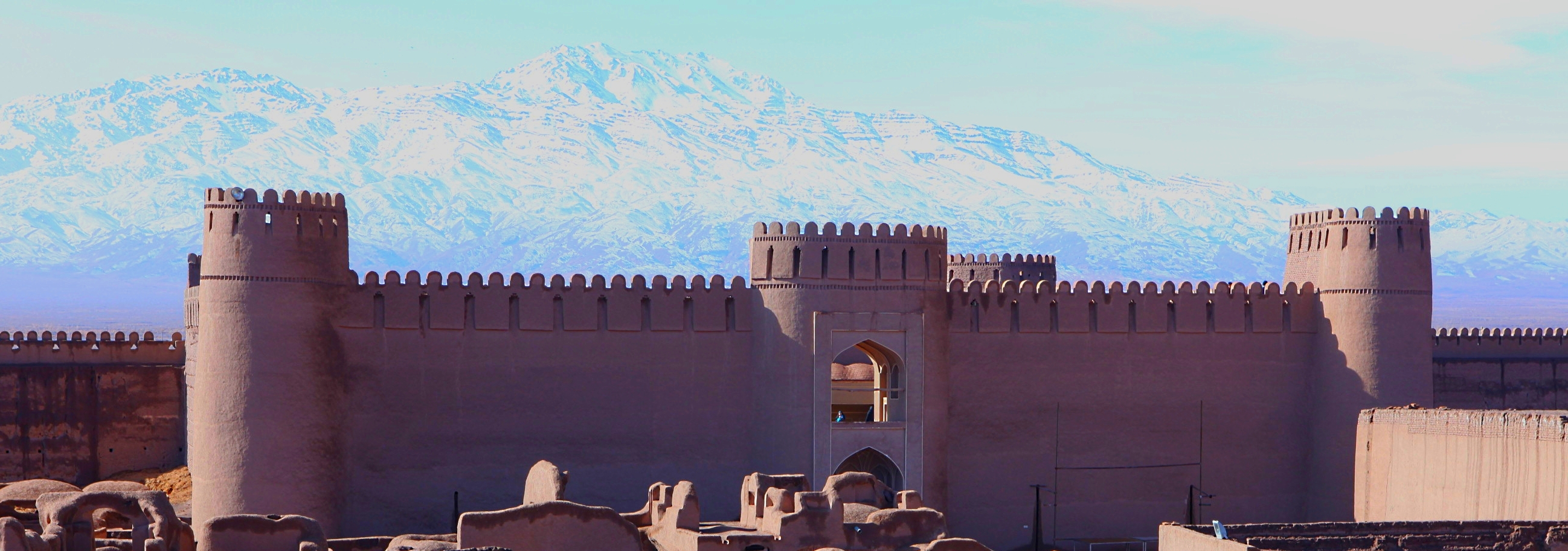
Zitadelle von Rayen
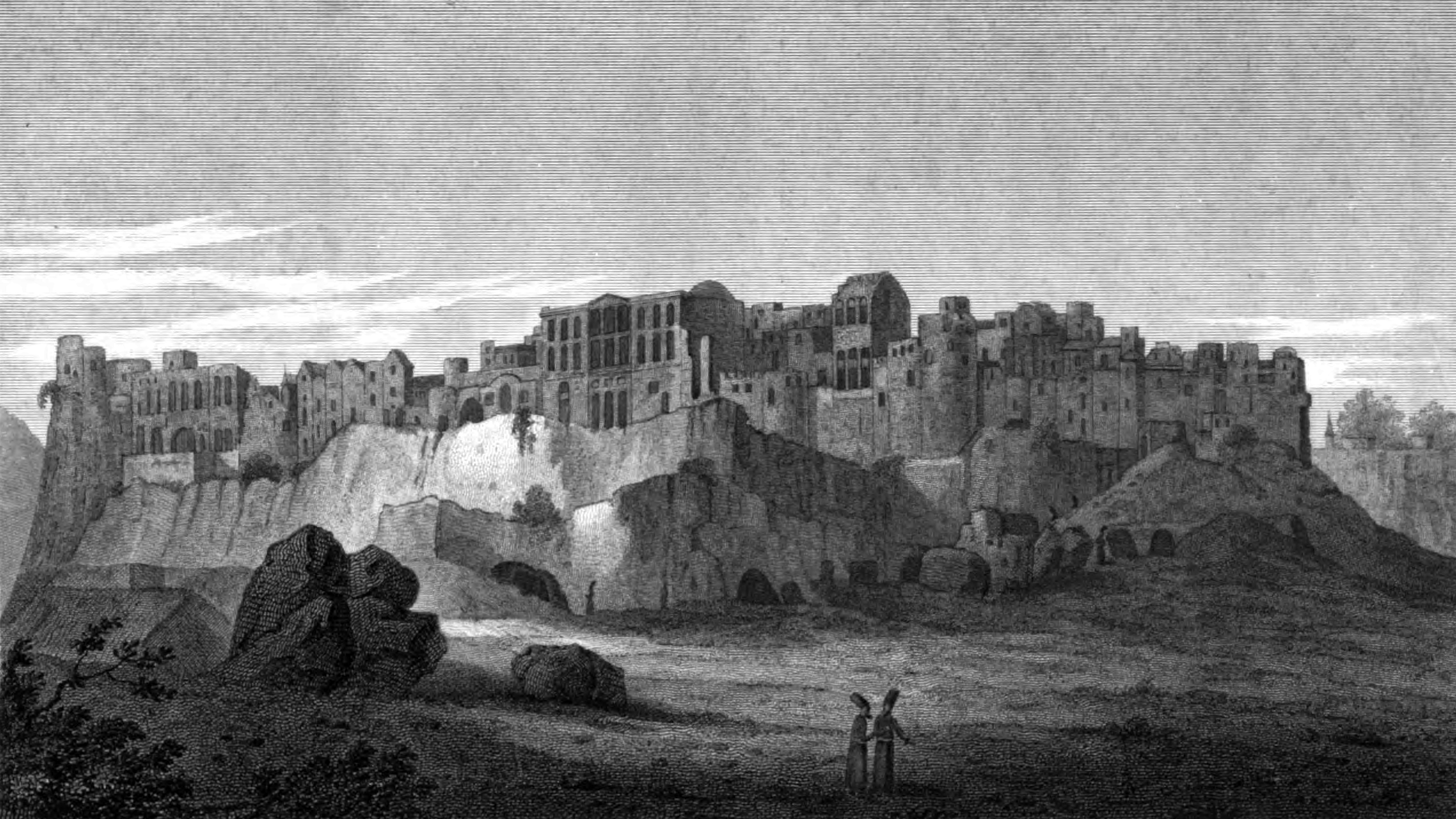
Ruinen von der befestigten Stadt Izadchast
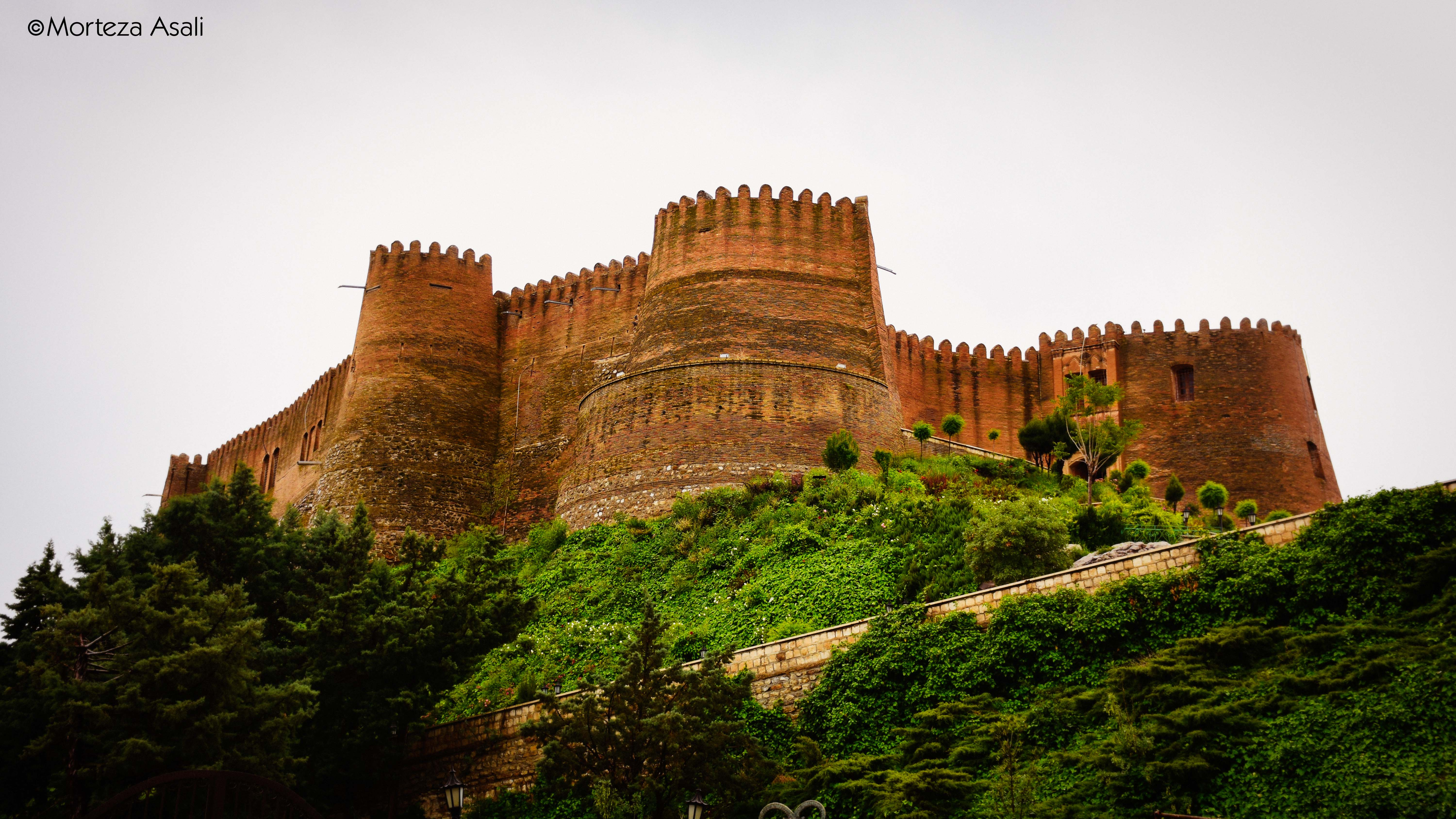
Festung Falak-ol-Aflak (Schapur-Chwast)
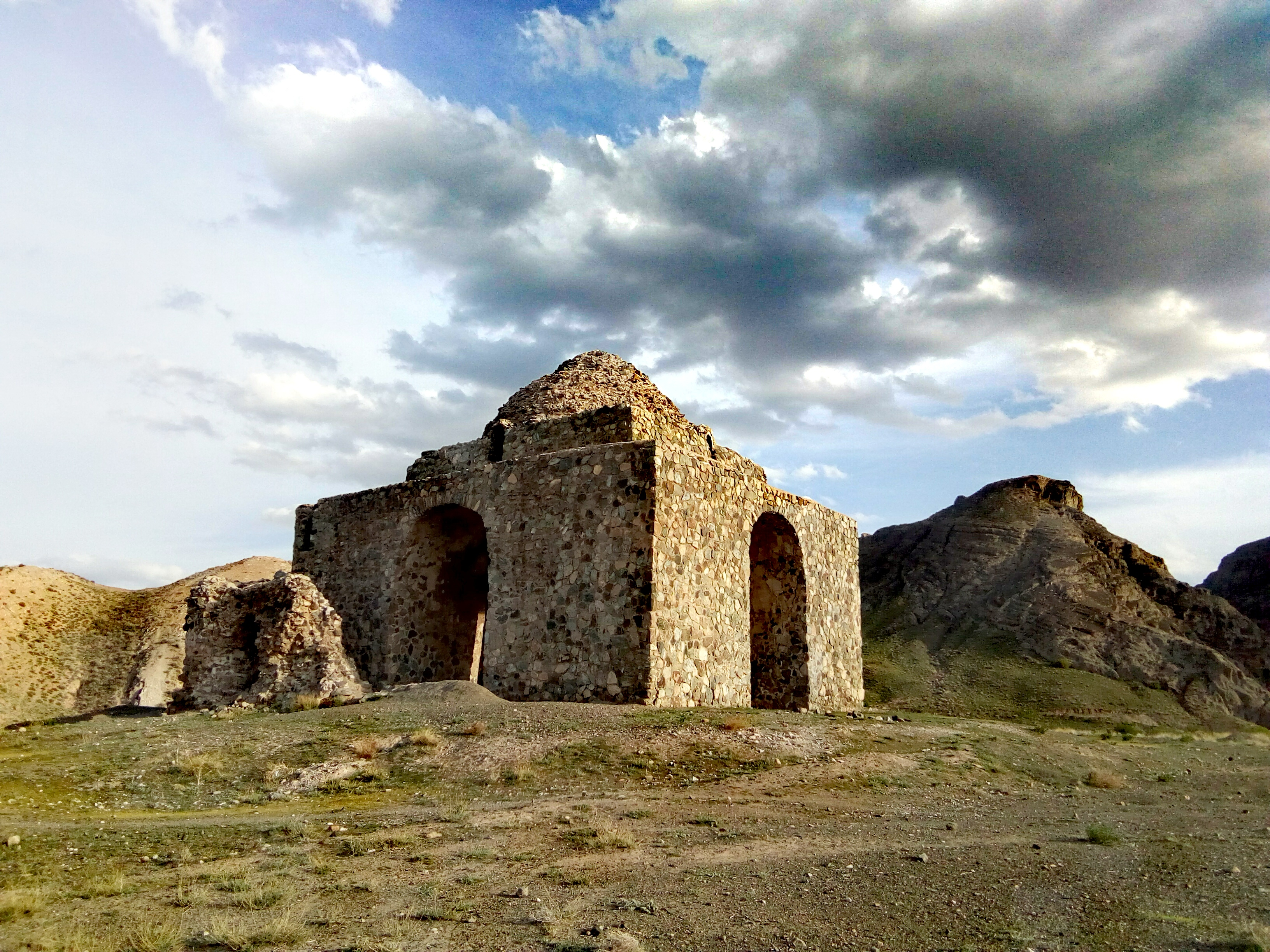
Tschahar Taq in Baze-Hur-Feuertempel

#### Iwan- und Kuppelbau

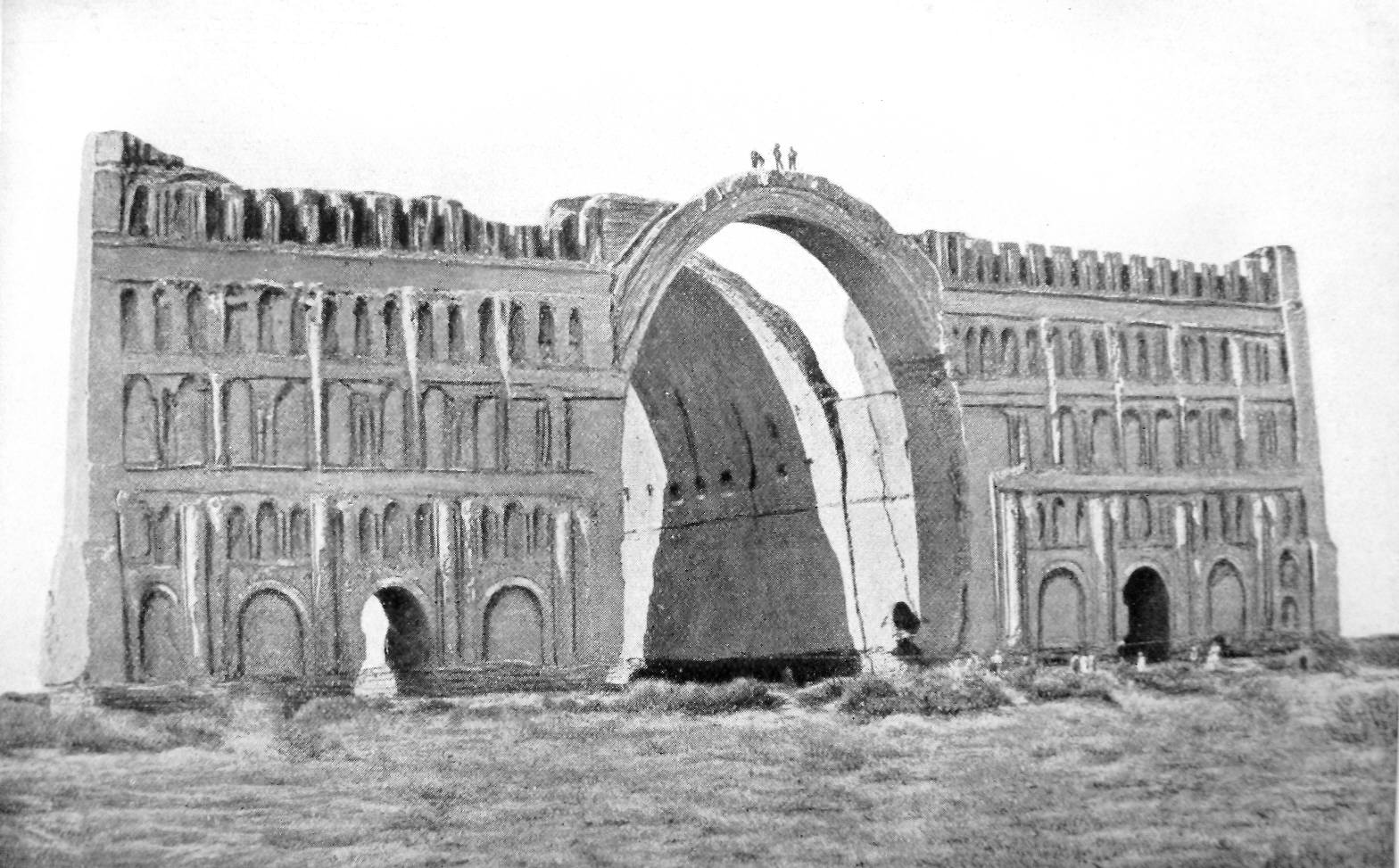
Taq-e Kisra in Ktesiphon, 1864

Typisch für die sasanidische Architektur ist die Bauform des Iwan, ein offenes Gewölbe, dessen beeindruckendstes Beispiel im Taq-e Kisra erhalten ist. Einzelne oder um einen Innenhof aufgestellte Iwane sind typisch für die sasanidische Palastarchitektur, beispielsweise in den Palastruinen von Hağiābād und Čal Tarkhan. Kuppelbauten wurden unter Verwendung eines Ecktrompen-Systems errichtet, mittels dessen einem rechteckigen Unterbau eine runde Kuppelschale aufgesetzt werden kann. Der größte Kuppelbau aus sasanidischer Zeit ist der 18 m hohe Tschahar Taq des Feuertempels von Tschahar Khapu.

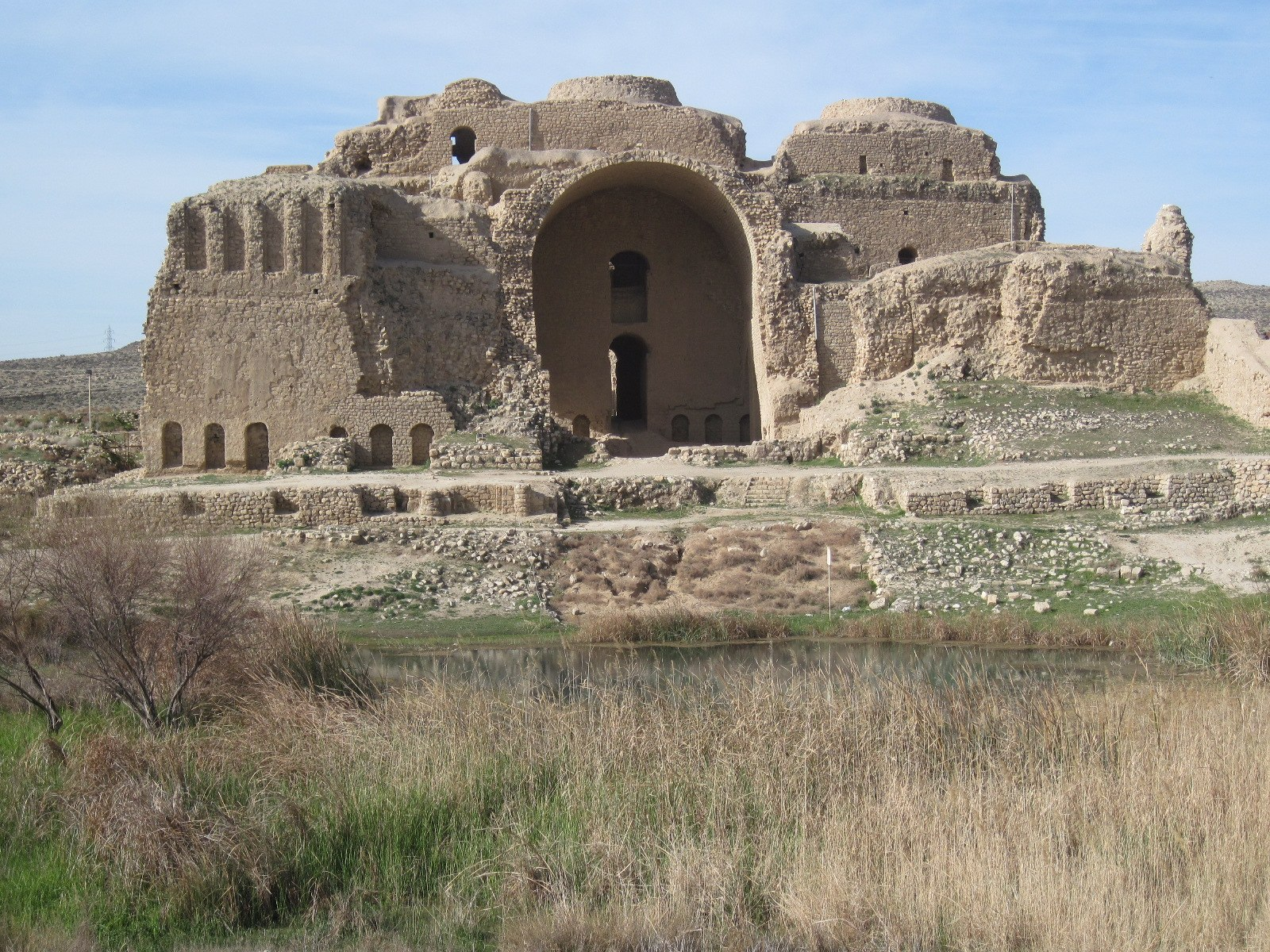
Palast von Ardaschir in Firuzabad
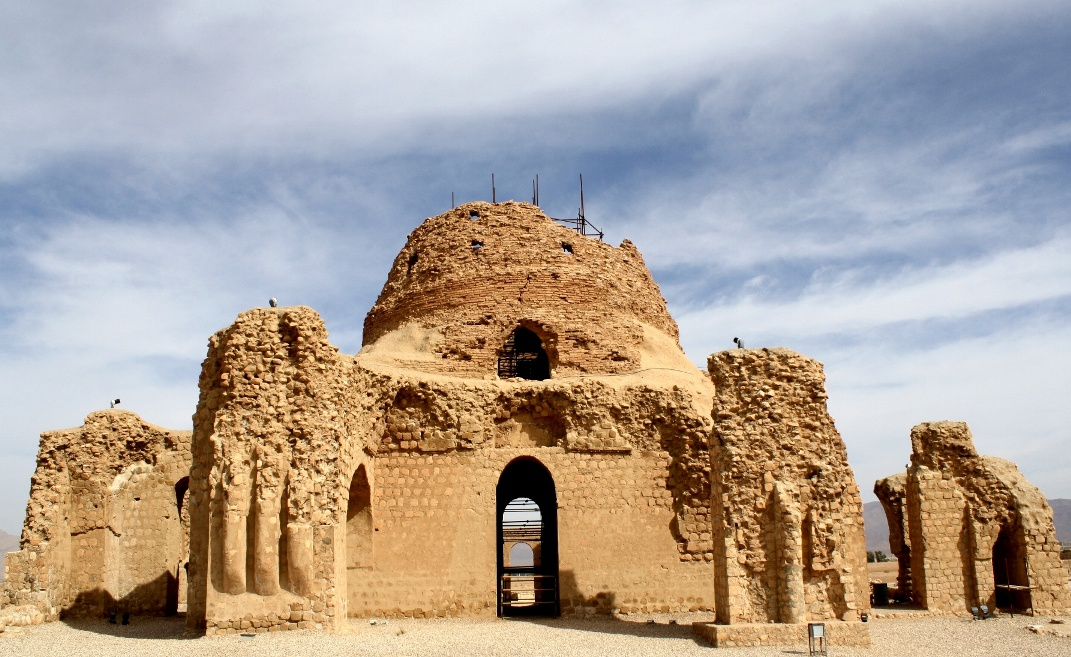
Palast von Sarvestan
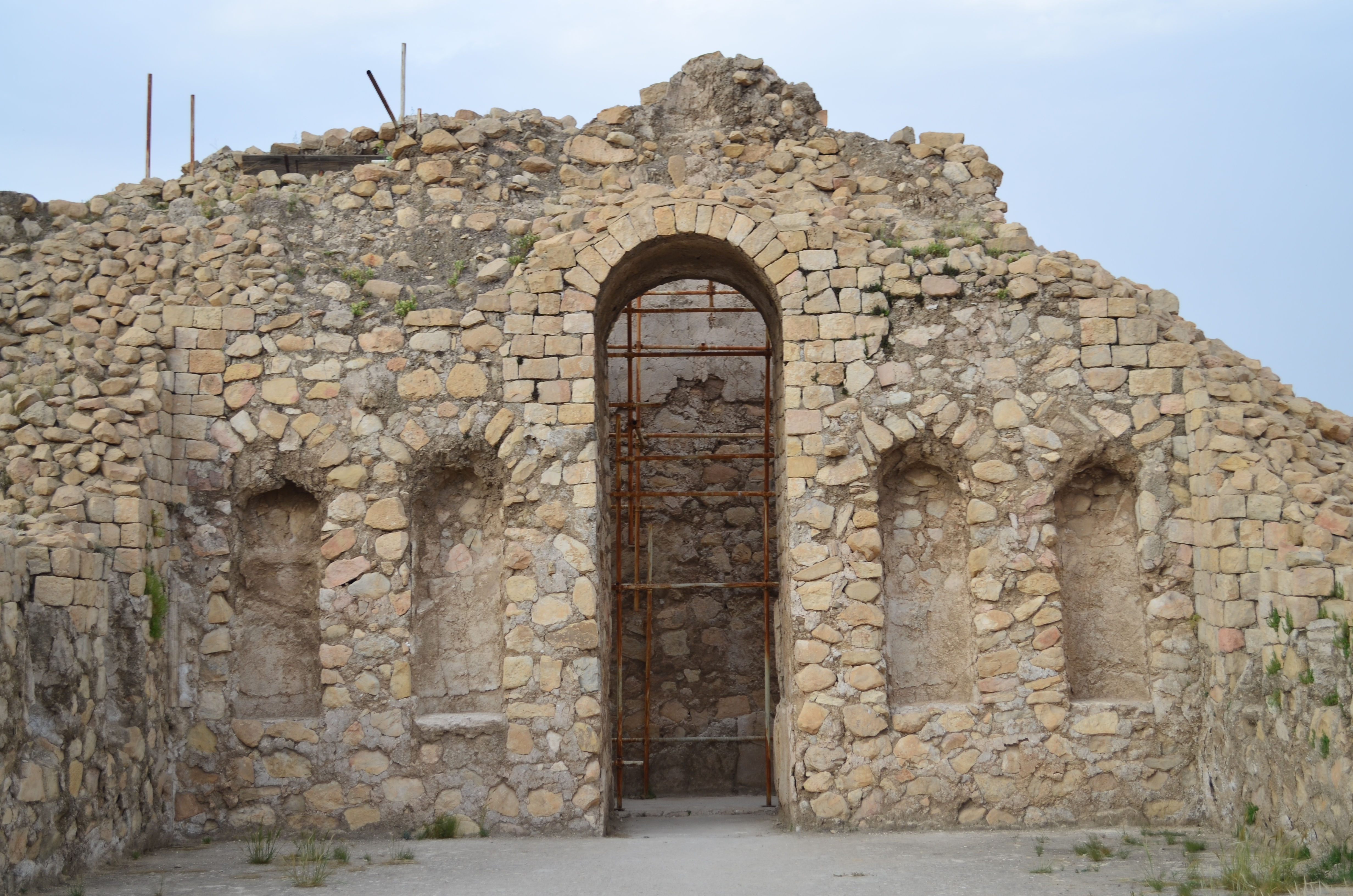
Tonnengewölbe in Bischapur
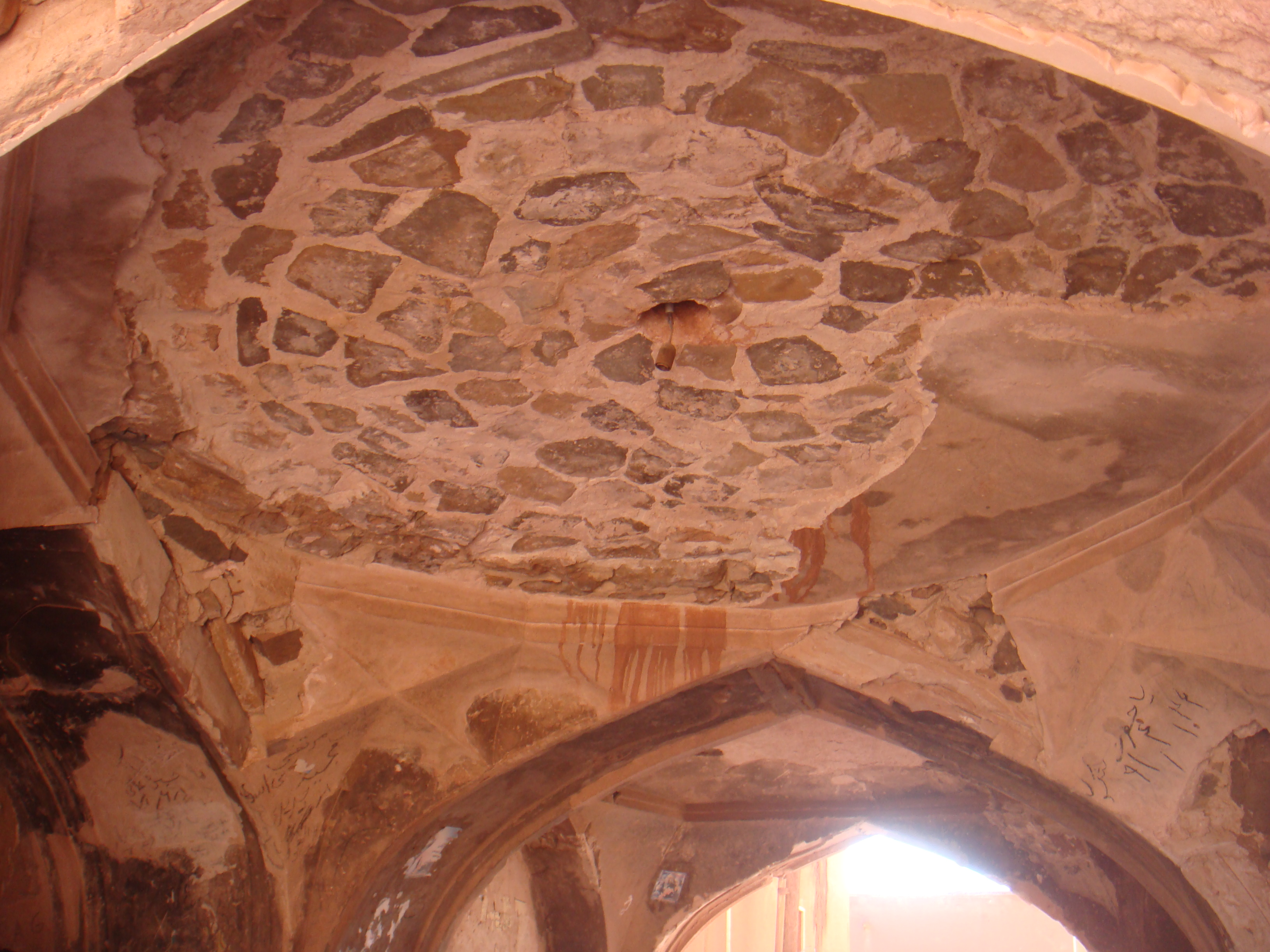
Kuppel des Feuertempels von Harpak in Abyane

#### Brücken und Bewässerungssysteme
Die sasanidische Architektur kannte auch Brückenbauten zur Überquerung von Flüssen. Die bekannteste Brücke ist der Band-e Kaisar, ein Überfallwehr mit Brücke über den Fluss Karun. Das Wehr war das Kernstück des historischen Bewässerungssystems von Schuschtar, welches 2009 zum UNESCO-Welterbe erklärt wurde. Die Steinpfeiler und Wellenbrecher der Pol-e Schahrestan- und der Marnan-Brücke in Isfahan stammen vermutlich ebenfalls noch aus sasanidischer Zeit.

### Kalifenherrschaft (651–1258) und Seldschukenzeit (1040–1194)
Die arabische Eroberung Persiens führte 651 zum Ende des Sasanidenreichs, und zum Niedergang der zoroastrischen Religion in Persien. Persien wurde ein Teil der Islamischen Welt und von Kalifen regiert. Die Herrschaft der Kalifen über Persien endete, nachdem das Abbasiden-Kalifat mit der Eroberung von Bagdad 1258 dem Mongolenreich unter Hülegü unterlegen war.

#### Frühe Hallenmoscheen
Eine der frühesten Moscheebauten in Iran nach der arabischen Eroberung ist die Tārichāne-Moschee in Damghan in der nordöstlichen Provinz Semnan. Ihr Bautyp entspricht dem der klassischen, in der gesamten islamischen Welt verbreiteten Hypostyl- oder Hallenmoschee, bestehend aus einem umschlossenen Innenhof (Sahn) und einer überdachten Gebetshalle auf meist rechteckigem Grundriss. Eine weitere, in seldschukischer Zeit um 1080 erbaute Freitagsmoschee (Masdsched-e Dschāmeʿ) befindet sich etwa 300 Meter nördlich. Von ihr ist nur noch das Minarett im ursprünglichen Zustand erhalten.

#### Die klassische Iwanmoschee
Im 9. Jahrhundert erstmals errichtet, in späterer Zeit mehrfach umgebaut, wurde die Freitagsmoschee von Borudscherd. Mit 18 m Durchmesser besitzt die Freitagsmoschee von Qazvin eine der größten Kuppeln aus der Zeit der Seldschuken.
Aus der repräsentativen Architektur der Parther und Sasaniden wurden die Strukturen des Doms und des Iwan in die Islamische Architektur übernommen. Ein Iwan ist eine hohe, einseitig offene Halle, die von einem Tonnengewölbe überdeckt wird: Ein quadratischer Kuppelsaal in Verbindung mit einem Iwan war ein charakteristisches Element der sassanidischen Palastarchitektur; der Iwan mit seiner hochgezogenen Frontmauer (Pischtak) wurde zum dominanten Merkmal der Außenfassade. Im Innern einer Moschee weist der dem Hof zugewandte Iwan an der Qibla-Wand die Gebetsrichtung. Bis zum Anfang des 12. Jahrhunderts hatte sich die charakteristische iranische Hofmoschee nach dem Vier-Iwan-Schema mit jeweils zwei, sich in einem Achsenkreuz gegenüberstehenden Iwanen als Standard herausgebildet. Dieser Grundplan kommt auch bei Madrasas, Wohngebäuden und Karawansereien vor, und beeinflusste die spätere Architektur der Timuriden- und der indischen Mogul-Architektur.

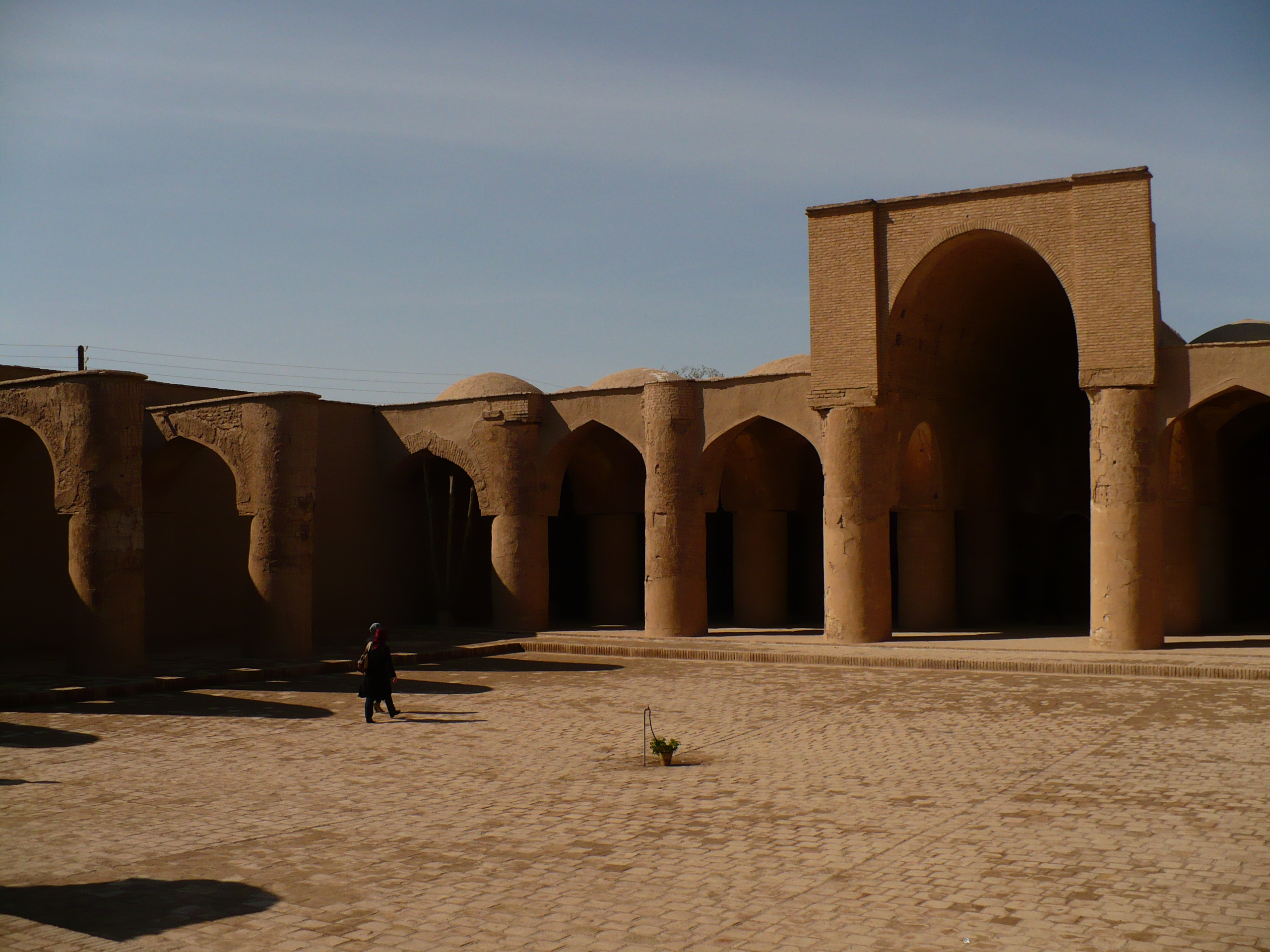
Südecke des Moscheehofs der Tārichāne mit Iwan
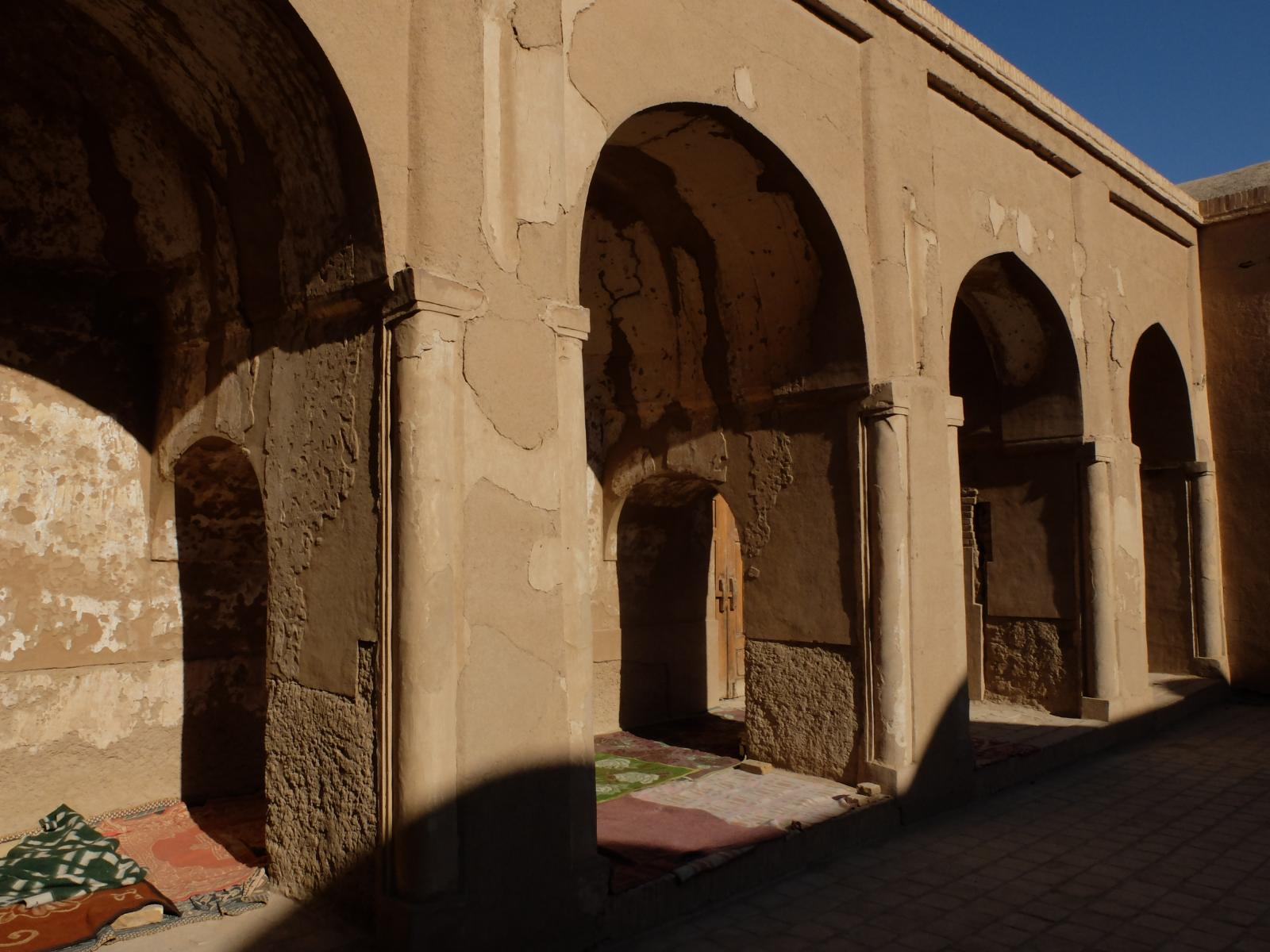
Der Schabestan der Freitagsmoschee von Fahradsch
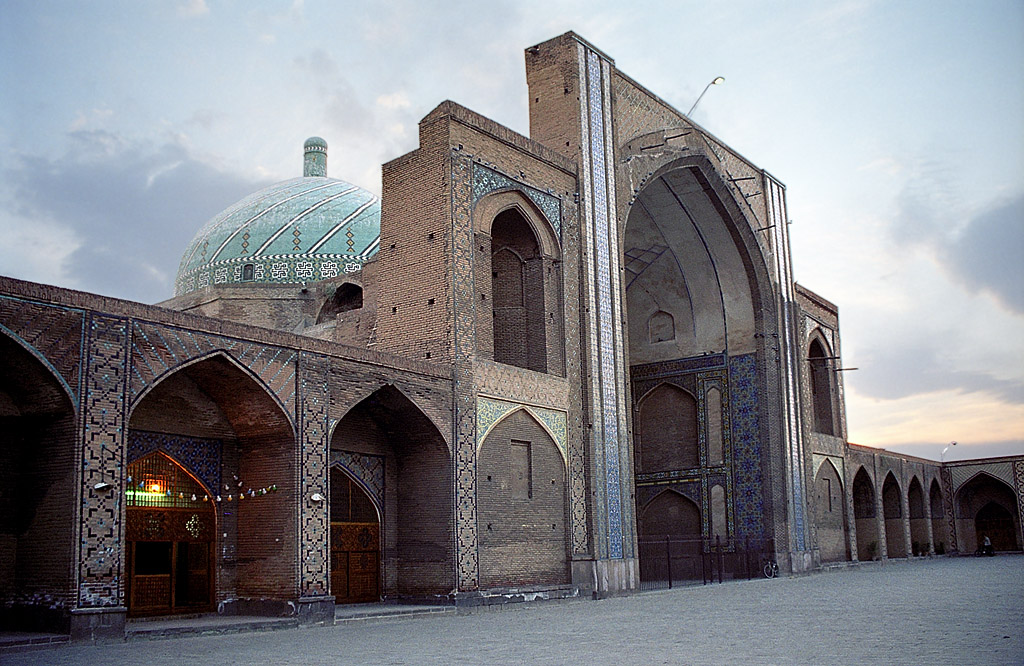
Hauptiwan und Kuppelsaal der Freitagsmoschee von Qazvin
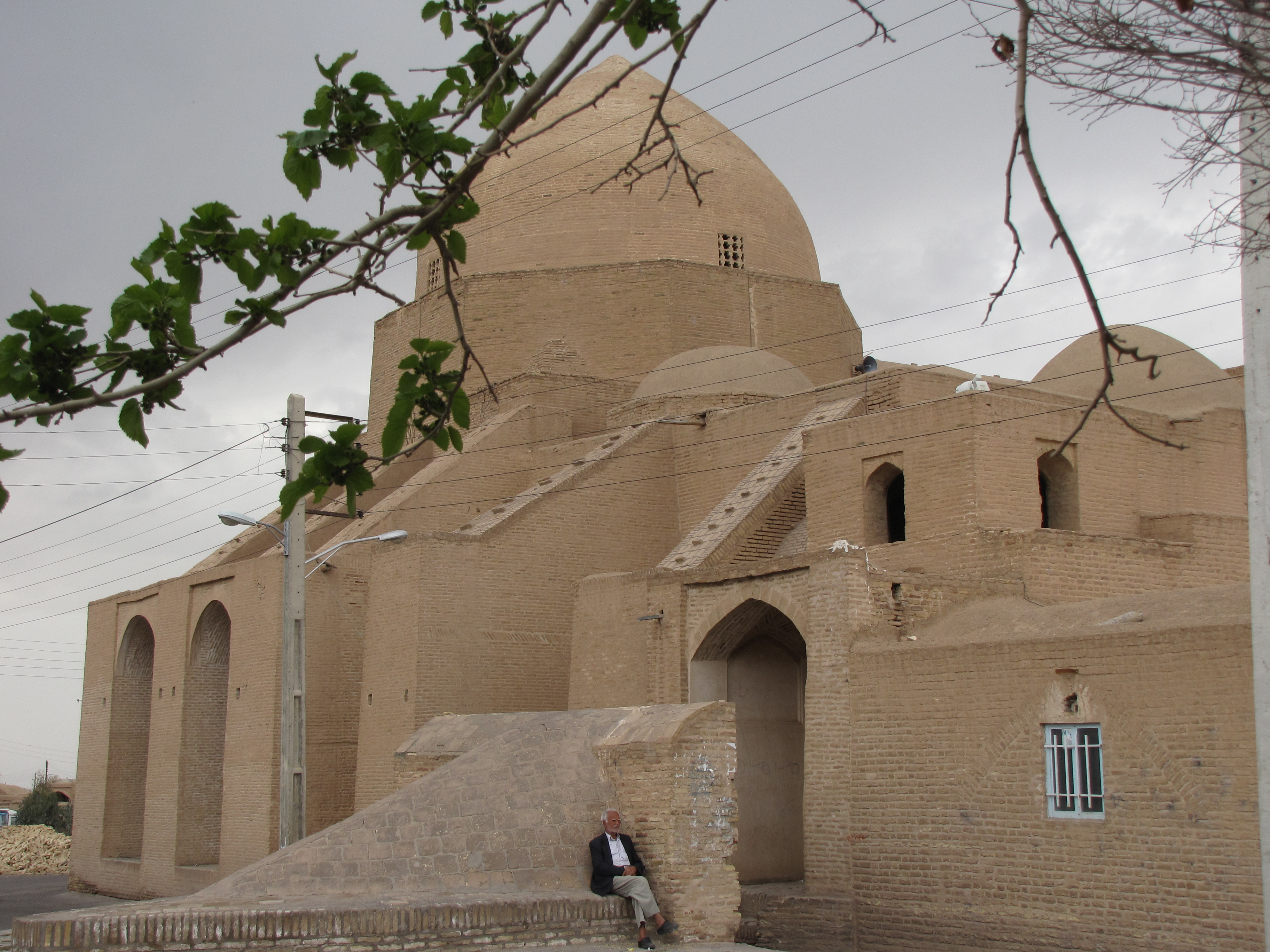
Freitagsmoschee von Ardestan

#### Nichtradiale Rippengewölbe

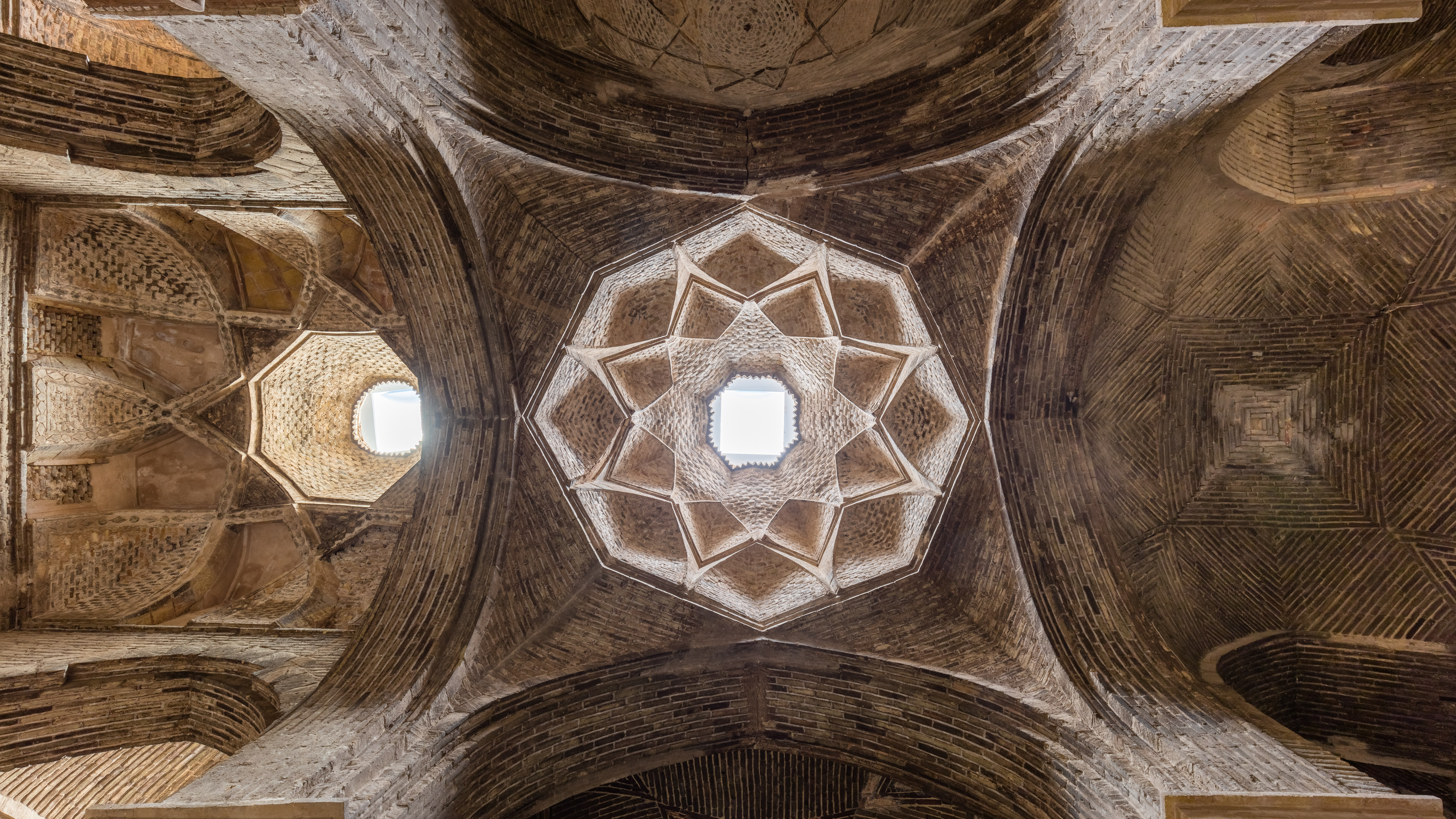
Nichtradiale Gewölbe in der Freitagsmoschee von Isfahan

Die Freitagsmoschee von Isfahan wurde durch den seldschukischen Wesir Nizām al-Mulk und seinem Rivalen Tadsch al-Mulk durch zwei Kuppelbauten in der Achse des Hofs erweitert. Einige Jahrzehnte später wurde die Balkendecke der Halle durch hunderte Kuppeln ersetzt. In einer dritten Bauphase entstanden vier Iwane jeweils in der Mitte der Hoffronten des Innenhofs.
Für den islamischen Osten typisch wurde das nichtradiale Rippengewölbe, ein von einer Scheitelkuppel überfangenes System aus sich kreuzenden Gewölberippenpaaren. Diese frei – ohne Verwendung eines Lehrgerüsts – errichteten Gewölbe entwickelten sich wahrscheinlich aus der Konstruktion der Feuertempel und der sasanidischen Bauform der Trompenkuppel. Angefangen bei der Freitagsmoschee von Isfahan lässt sich die Gewölbeform in der ostislamischen Architektur bis in safawidische Zeit anhand von Schlüsselbauten nachverfolgen. Die Hauptmerkmale dieses Gewölbetyps sind:
1. Ein typenprägendes Geviert sich kreuzender Gewölberippen, manchmal durch Verdopplung und Verschränkung zu einem achteckigen Stern ausgebildet;
2. das Wegfallen einer Übergangszone zwischen Gewölbe und Stützsystem;
3. eine auf dem Rippengerüst reitende Scheitelkuppel oder Laterne.

In der Seldschukenzeit bilden die sich kreuzenden Rippenpaare noch das Hauptelement des Baudekors, verbergen sich im Verlauf der Architekturgeschichte hinter zusätzlichen Elementen (beispielsweise in der Kuppel des Sultan-Sandschar-Mausoleums in Merw), um schließlich, beispielsweise in der zweischichtigen Überwölbung des Ali-Qapu-Palastes, vollständig hinter einer rein dekorativen Stuckschale zu verschwinden.

#### Festungsbauten der Assassinen
Die Festungsbauten der Assassinen sind aufgrund der optimalen Ausnutzung des Geländes zu Verteidigungszwecken bemerkenswert. 1090 nahm Hasan-i Sabbah die als uneinnehmbar geltende Zitadelle von Alamut dem seldschukischen Statthalter Mahdi ohne Blutvergießen ab. In der Folgezeit war die Festung für 166 Jahre der Hauptsitz der persischen Nizariten, einer ismailitischen Gruppierung. Der Einflussbereich Hasan-i Sabbahs und seiner Nachfolger wurde später durch weitere Festungen (wie die von Lamasar) zu einem Netzwerk ausgebaut. Diese Burgen (dar al-hidschra genannt) dienten den Ismailiten in ganz Persien und Syrien als Zuflucht bei Verfolgungen oder Konflikten. Wie das Dschāmiʿ at-tawārīch von Raschīd ad-Dīn berichtet, eroberte Hülegü 1256 Alamut.

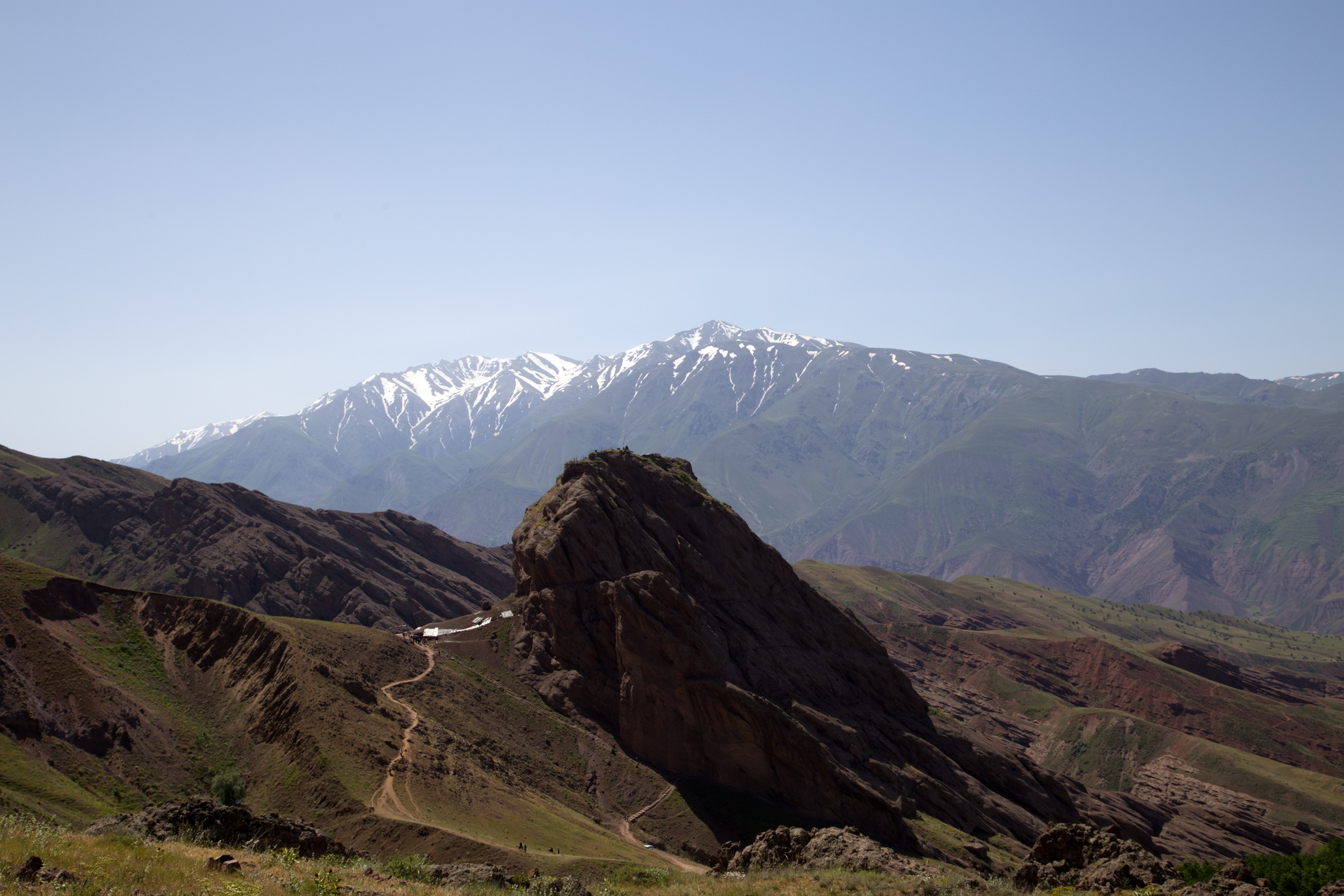
Zitadelle von Alamut (ismailischer Stil)
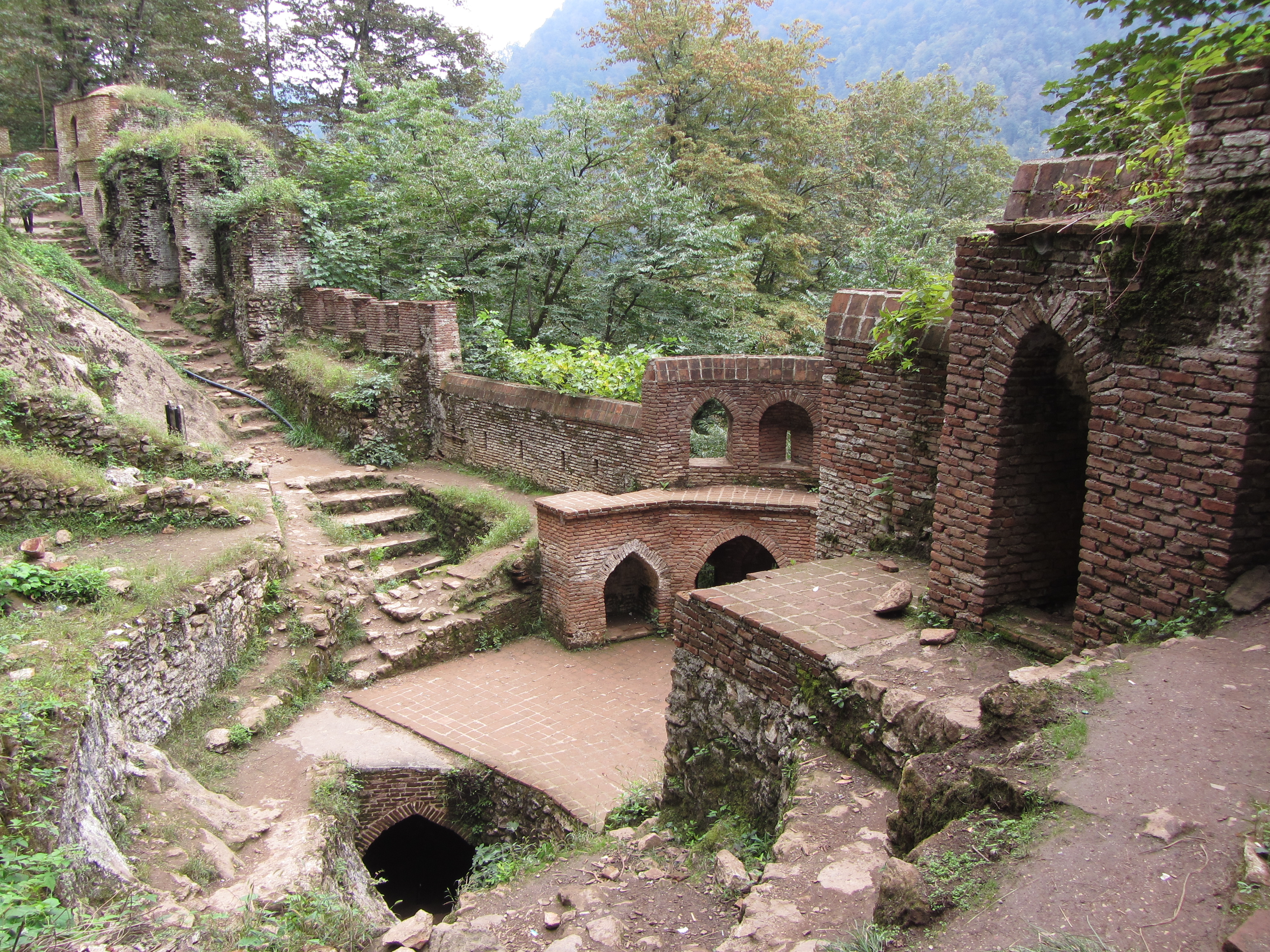
Die Zisterne (Ab Anbar) der Rudchan-Festung

### Mongolisches Ilkhanat (1256–1335) und Timuridenreich (1370–1507)
Zwischen 1219 und 1221 wurde Persien von den Mongolen überfallen. Nach 1260 trugen die Nachkommen von Hülegü Chan den Titel „Ilchane“. Gegen Ende des 13. Jahrhunderts erbaute Ghazan Ilchan eine neue Hauptstadt in Shãm, nahe Täbris. Mit dem Tode von Ilkhan Abu Said Bahatur 1335 zerfiel die Herrschaft der Mongolen in Persien, und das Land verfiel in politische Anarchie. 1381 fiel Timur in Persien ein und begründete das Reich der Timuriden. Seine Nachfolger behielten die Herrschaft über einen Großteil Persiens, bis sie 1468 dem Bündnis der Aq Qoyunlu unter Uzun Hasan unterlagen; Uzun Hasan und seine Nachkommen beherrschten Persien bis zum Aufstieg der Safaviden.
Mit dem Öldscheitü-Mausoleum, zwischen 1302 und 1312 in Soltaniye erbaut, ist ein Zentralbau mit Kuppel aus der Zeit der Ilchane erhalten. Teile des alten armenischen christlichen Klosters Sankt Thaddäus, 20 km südlich von Maku in der Nähe von Tschaldiran, wurden zwischen 1319 und 1329 erbaut. Aus dieser Phase erhalten sind der Altar- und Hauptraum sowie das Baptisterium. Anfang des 19. Jahrhunderts ließ der Kadscharenschah Abbas Mirza das Kloster renovieren. Die Kirche ist von hohen Mauern umgeben, entlang derer sich Wohn- und Versorgungsgebäude befinden. Die polygon-konischen Türme der Klosterkirche erinnern einerseits an persische Gonbads, andererseits an die Bauformen seldschukischer Türme wie beispielsweise der Alaeddin-Moschee oder des Mevlana-Mausoleums im anatolischen Konya. Baudekor und Bauweise der Kirche selbst entsprechen den Traditionen der älteren armenischen Architektur, wie sie in der ostanatolischen Kathedrale von Ani sichtbar sind.
Während der Herrschaft der Ilchane entstanden im heutigen Iran Bauten wie die Freitagsmoschee von Waramin und Teile der Freitagsmoschee von Yazd. In dieser Zeit wurden die Hoffronten und die Innenseite der Iwane der Freitagsmoschee von Isfahan mit glasierten Kacheln verkleidet. Die geometrische, kalligrafische und florale Ornamentierung verkleidet und verbirgt die durch die Lastenverteilung des Baukörpers bedingte Bauform. Damit war eine architektonische Tradition begründet, die für die Bauten des Islamischen Ostens der nachfolgenden Zeit bestimmend wurde.
In timuridischer Zeit entstanden in Maschhad die Goharschad-Moschee und der Baukomplex der Imam-Reza-Schreins, der heute insgesamt sieben Innenhöfe (Sahn) und 21 innere Hallen (Riwaq) umfasst, die die Grabkammer von ar-Ridā umgeben. Angrenzend an der Grabkammer befindet sich eine Moschee aus dem 10. Jahrhundert, bekannt als Bala-e-Sar Moschee.

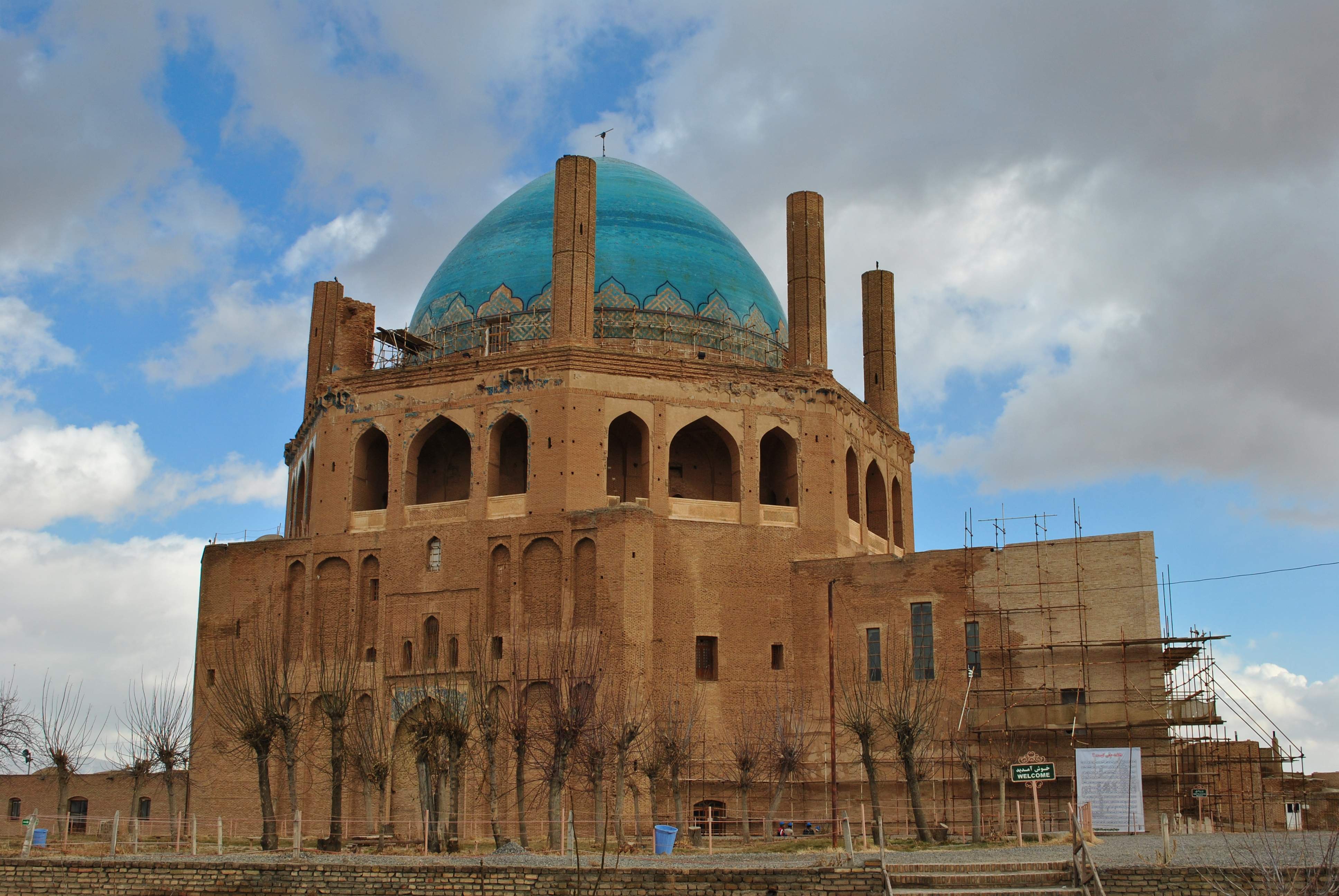
Öldscheitü-Mausoleum
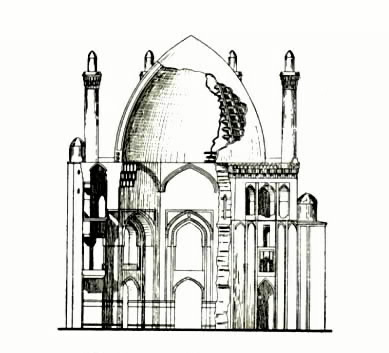
Aufriss des Öldscheitü-Mausoleums
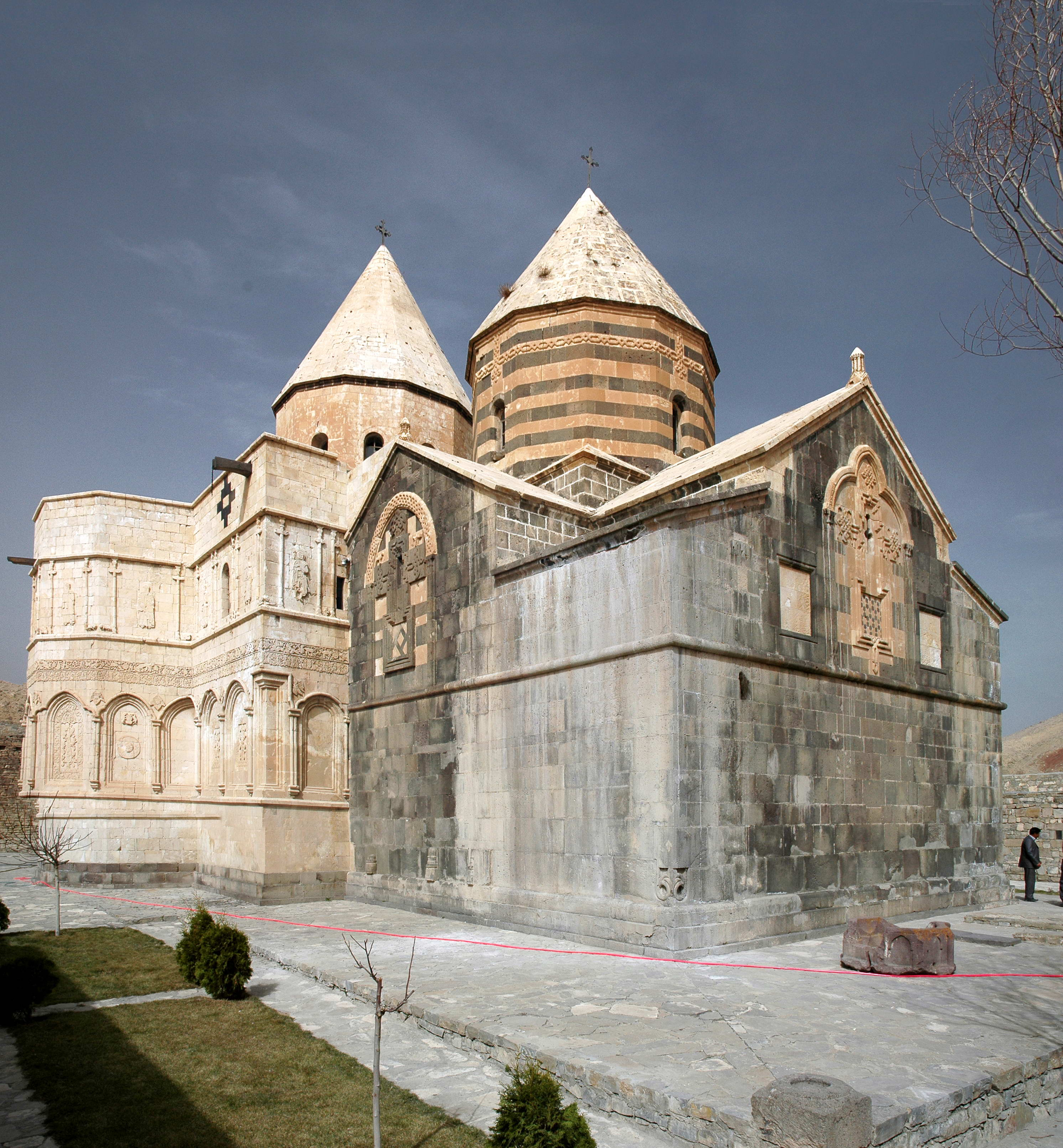
Das armenische Sankt-Thaddäus-Kloster
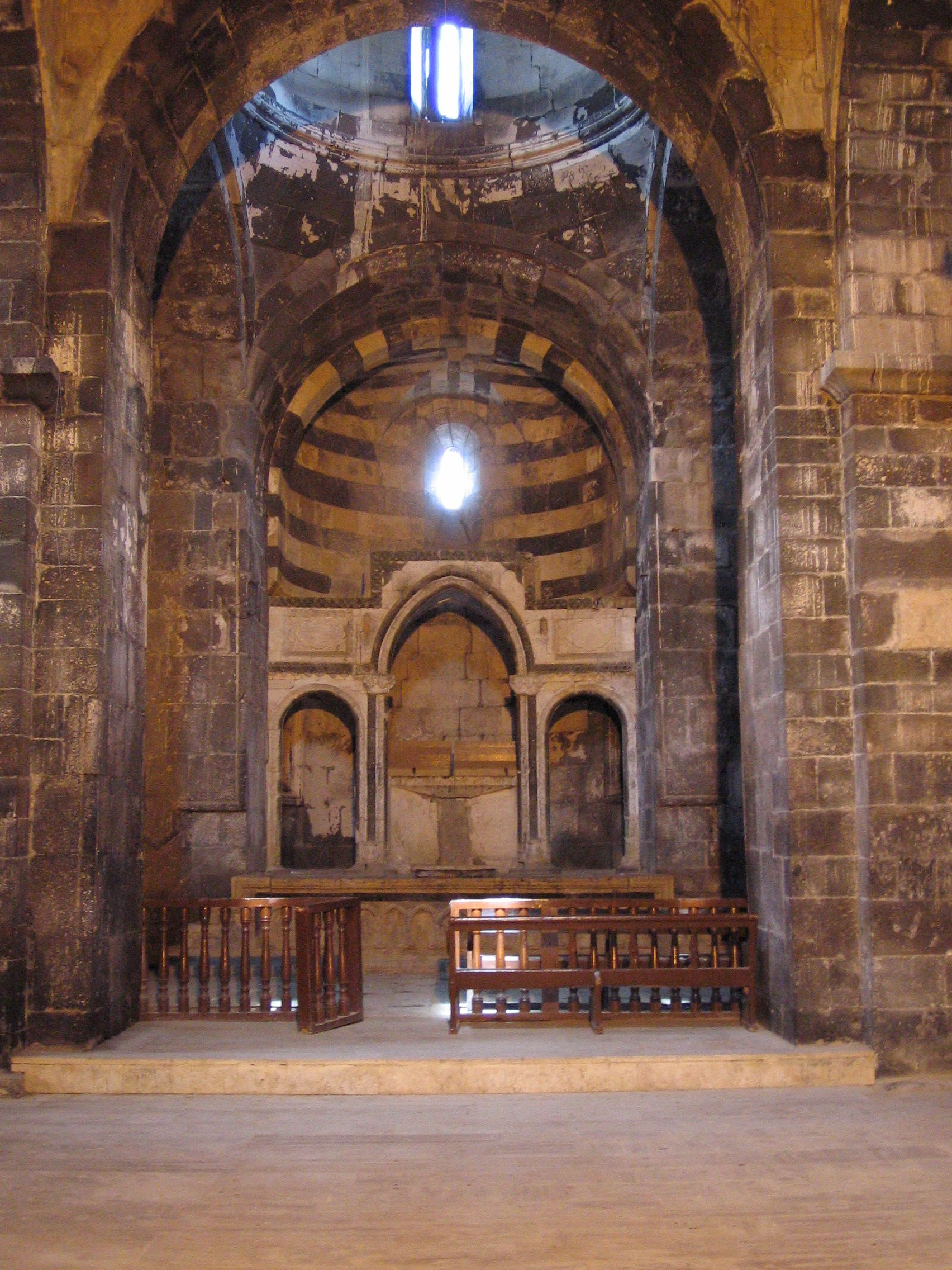
Innenraum des Thaddäus-Klosters

### Safawidenzeit: 1501–1732
In der safawidischen Architektur unter Schah Abbas I. erreichte die iranische Architektur im Baukomplex des Meidān-e Naghsch-e Dschahan in Isfahan einen Höhepunkt ihrer Entwicklung. Bei der im frühen 17. Jahrhundert errichteten Königsmoschee war auch die Außenseite der großen Kuppeln der Minarette mit einem Mosaik aus glasierten Fayence-Kacheln in feinen Arabeskenmustern und geometrisierten Kalligrafien verkleidet. Die in blaugrünem Farbton gehaltenen Wände heben sich prachtvoll vor der umgebenden, ockerfarbenen Steppenlandschaft ab. Bedeutende Bauwerke in diesem Stil entstanden auch in der timuridischen Hauptstadt Samarqand mit der Bibi-Chanum-Moschee, den Medresen des Registan, und dem Gur-Emir-Mausoleum.

#### Residenzen und Festungen

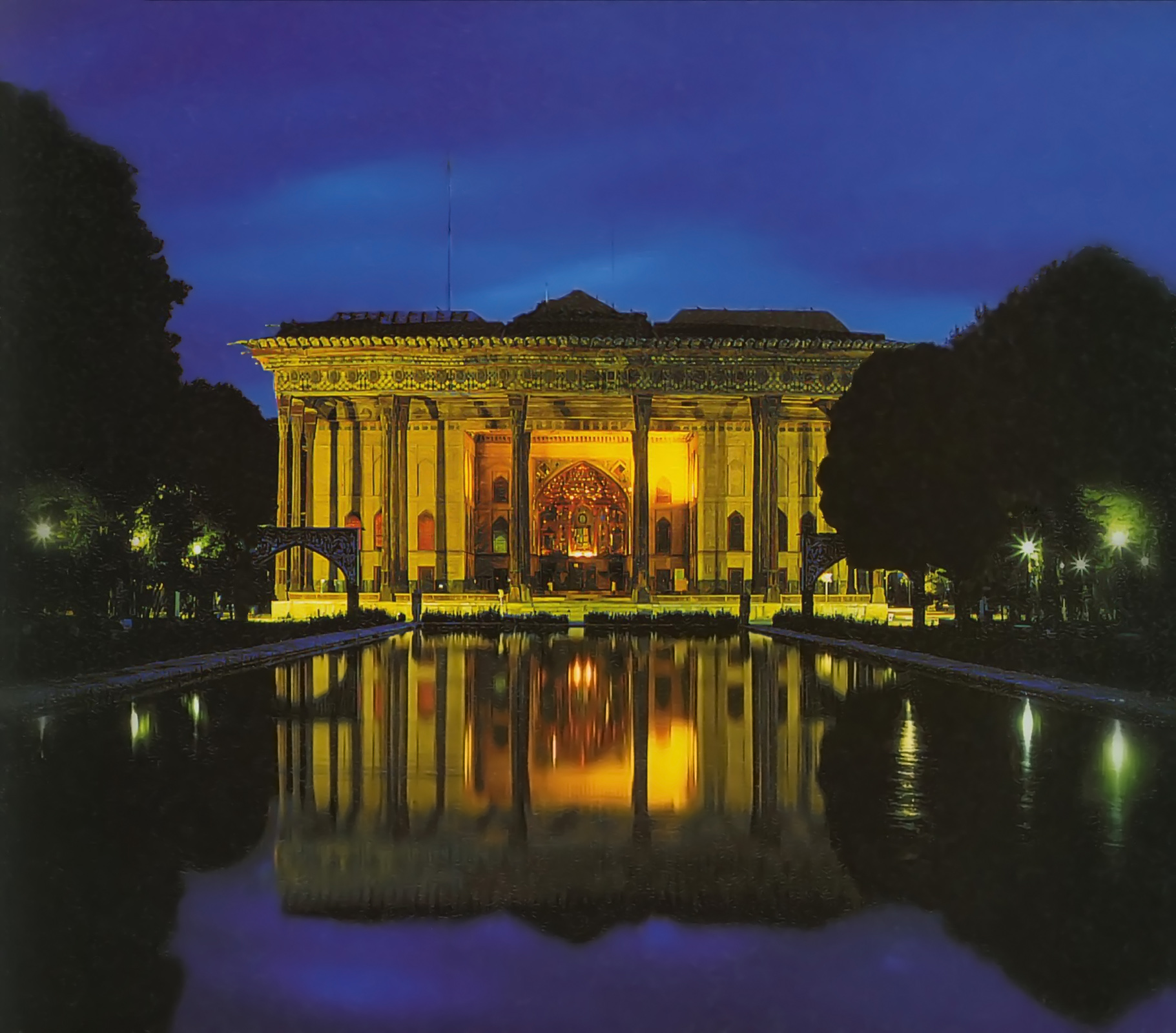
Tschehel Sotun

In und bei den Residenzstädten wurden Schlösser und Palastanlagen errichtet. Von 1548 bis 1598 war Qazvin die Hauptstadt des Safawiden-Reiches. Die Hauptachsen eines Palastbezirks sowie das Ali-Qapu-Tor sind hier noch erhalten. Innerhalb der Palast- und Gartenanlagen entstanden Gartenpavillons, von denen noch der Pavillon Tschehel Sotun in Qazvin, in Isfahan die gleichnamige Säulenhalle, der Hascht-Behescht- und der Ali-Qāpū Palast stehen. Palastbauten konnten auch von Personen aus der Elite errichtet werden. Diesen Bauten konnten auch Wirtschaftsgebäude angeschlossen sein; ein solcher Bau war beispielsweise Schloss ʿAbbās Ābād bei Natanz.

#### Brücken

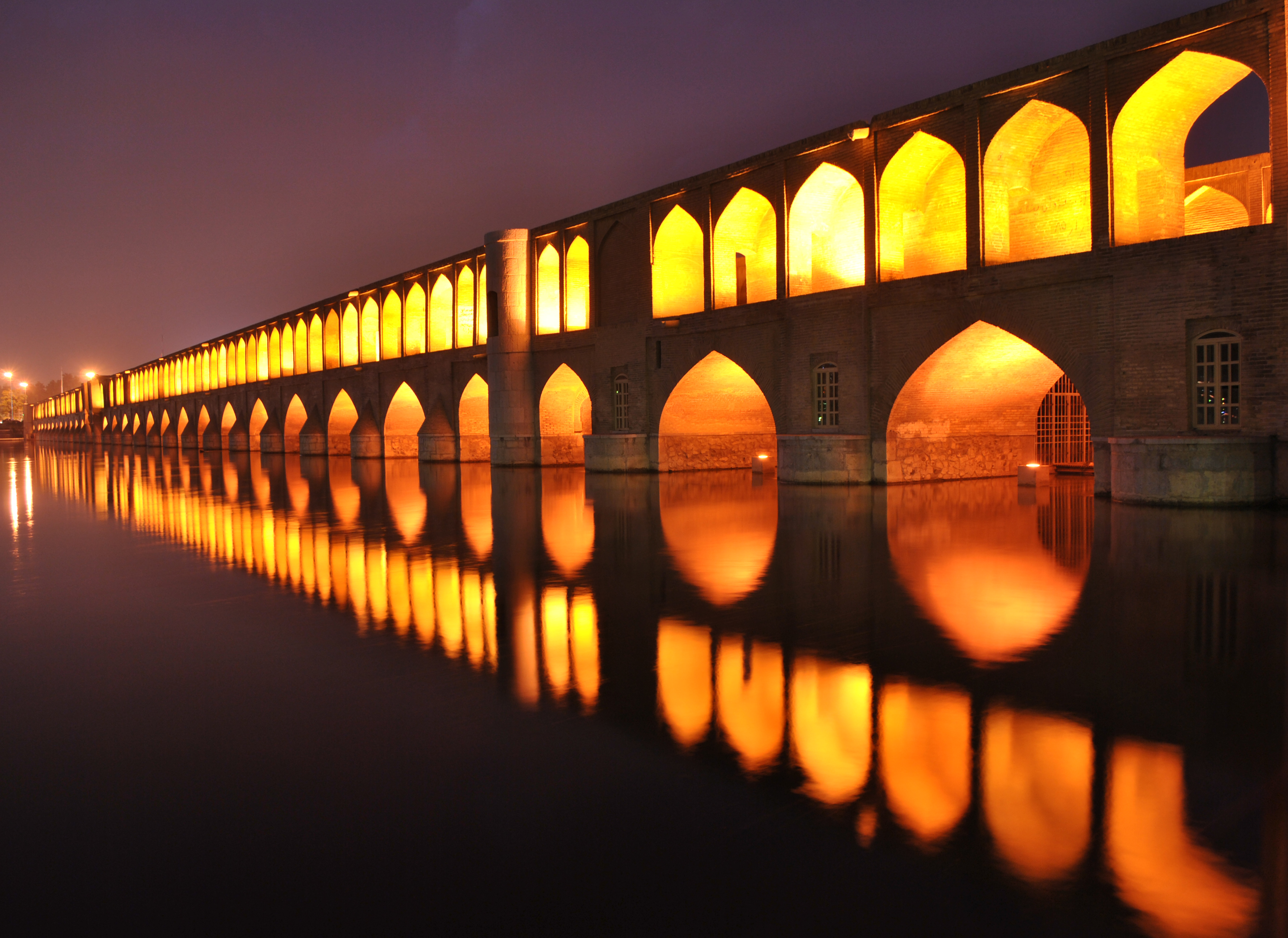
Si-o-se Pol

In islamischer Zeit wurden zahlreiche Brücken und Dämme errichtet. Die Brücken Pol-e Chādschu, Si-o-se Pol und Pol-e Schahrestan aus safawidischer Zeit in Isfahan folgen sasanidischen Bautraditionen, neu war zu dieser Zeit aber die Einführung von Hohlräumen in den Brückenpfeilern, welche die Last des Bauwerks minderten und in ihrem Inneren nutzbare Räume boten. Dammanlagen können Brücken tragen oder Wassermühlen versorgen.
Ein weiteres Beispiel ist die Brücke Davazdah Tscheschme in Amol.

### Kadscharen-Dynastie: 1789–1925
1789 wurde Aga Mohammed Khan zum Schah von Persien gekrönt, der Gründer der Kadscharen-Dynastie, die für lange Zeit Ordnung und vergleichsweise friedliche Verhältnisse in Persien herstellte. Das Wirtschaftsleben erwachte. Drei wichtige Kadscharenherrscher, Fath Ali Schah, Nāser ad-Din Schāh, und Mozaffar ad-Din Schah belebten alte Traditionen der persischen Monarchie wieder.
Zur Zeit der Kadscharen entstanden in und um Teheran eine Reihe von Schlössern, die meist als mehrgeschossige Zentralbauten gestaltet und von Gartenanlagen umgeben waren. Hierzu zählt die ehemalige Residenz der iranischen Schahs, der Ende des 18./Anfang des 19. Jahrhunderts errichtete Golestanpalast, die von der Pahlavi-Dynastie ausgebaute und weiter genutzte Saadabad-Palastanlage, und der Niavaran-Palastkomplex.

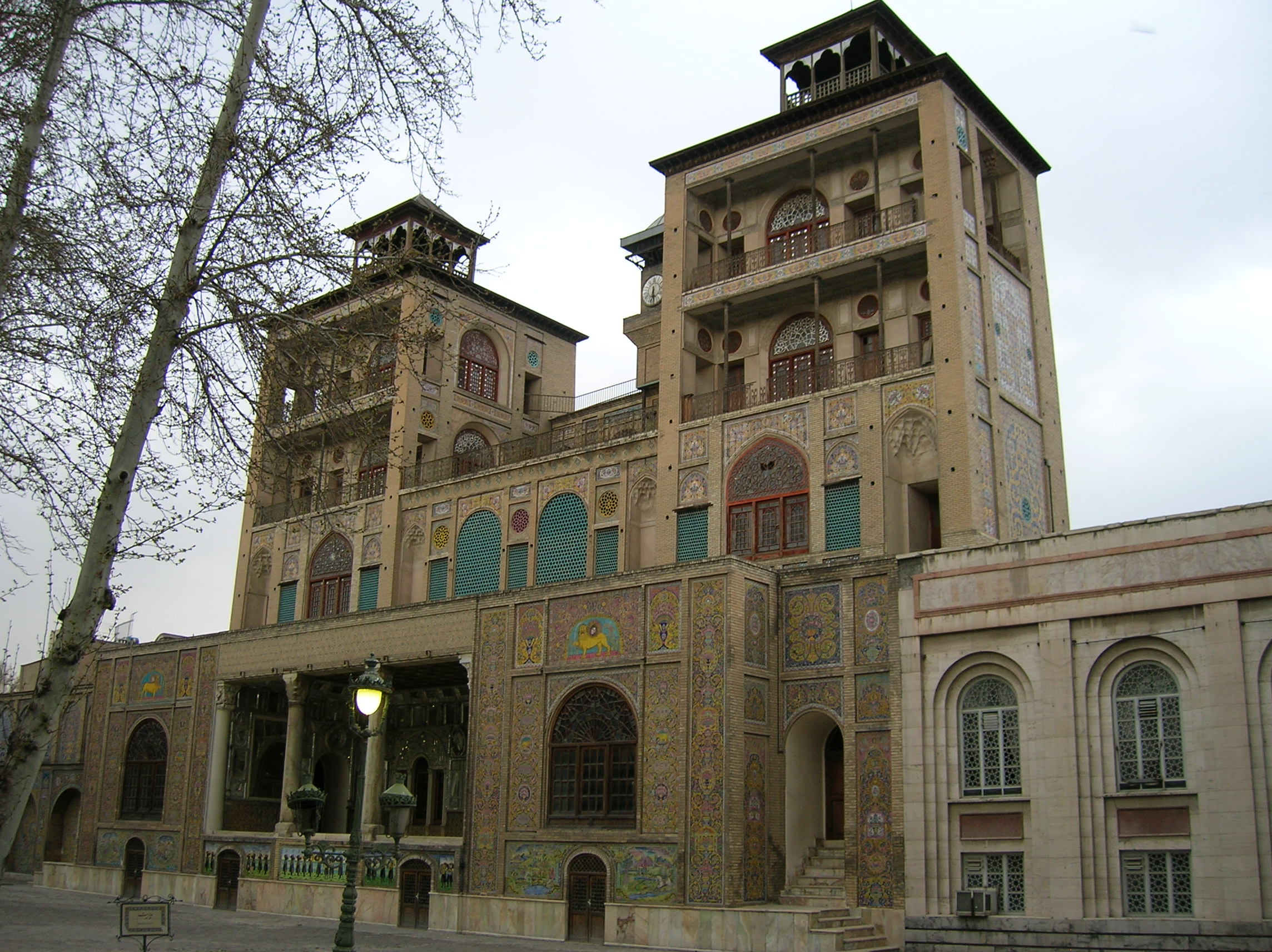
Schams-ol-Emare im Golestanpalast
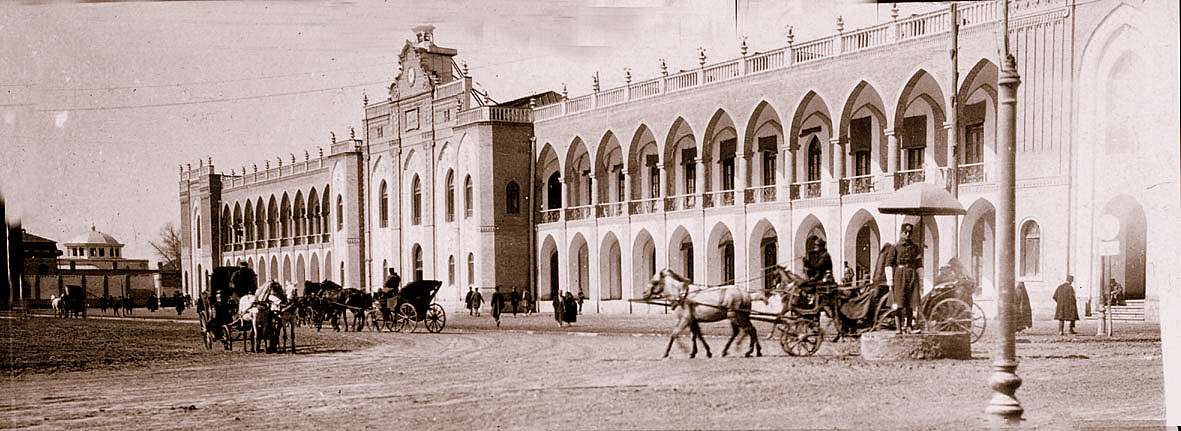
Schahrdari-Gebäude im Platz des Tupchaneh
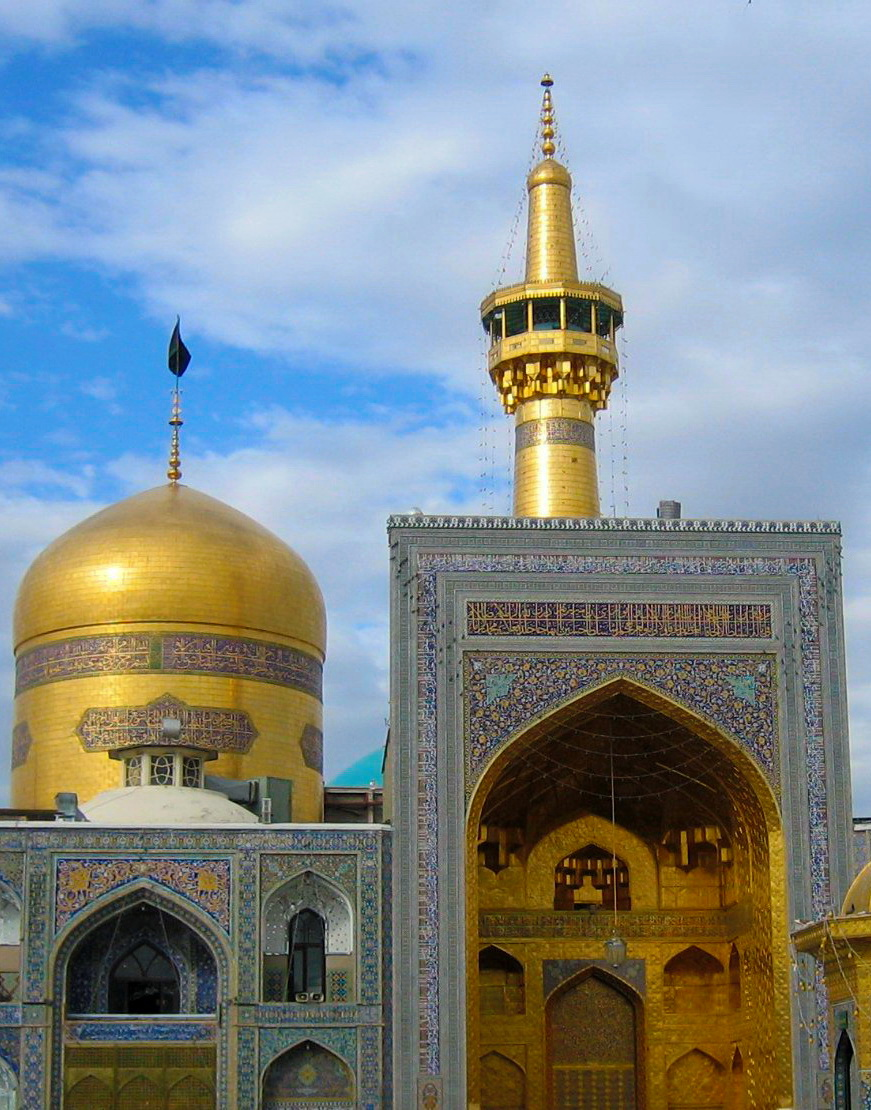
Imam-Reza-Schrein in Maschhad
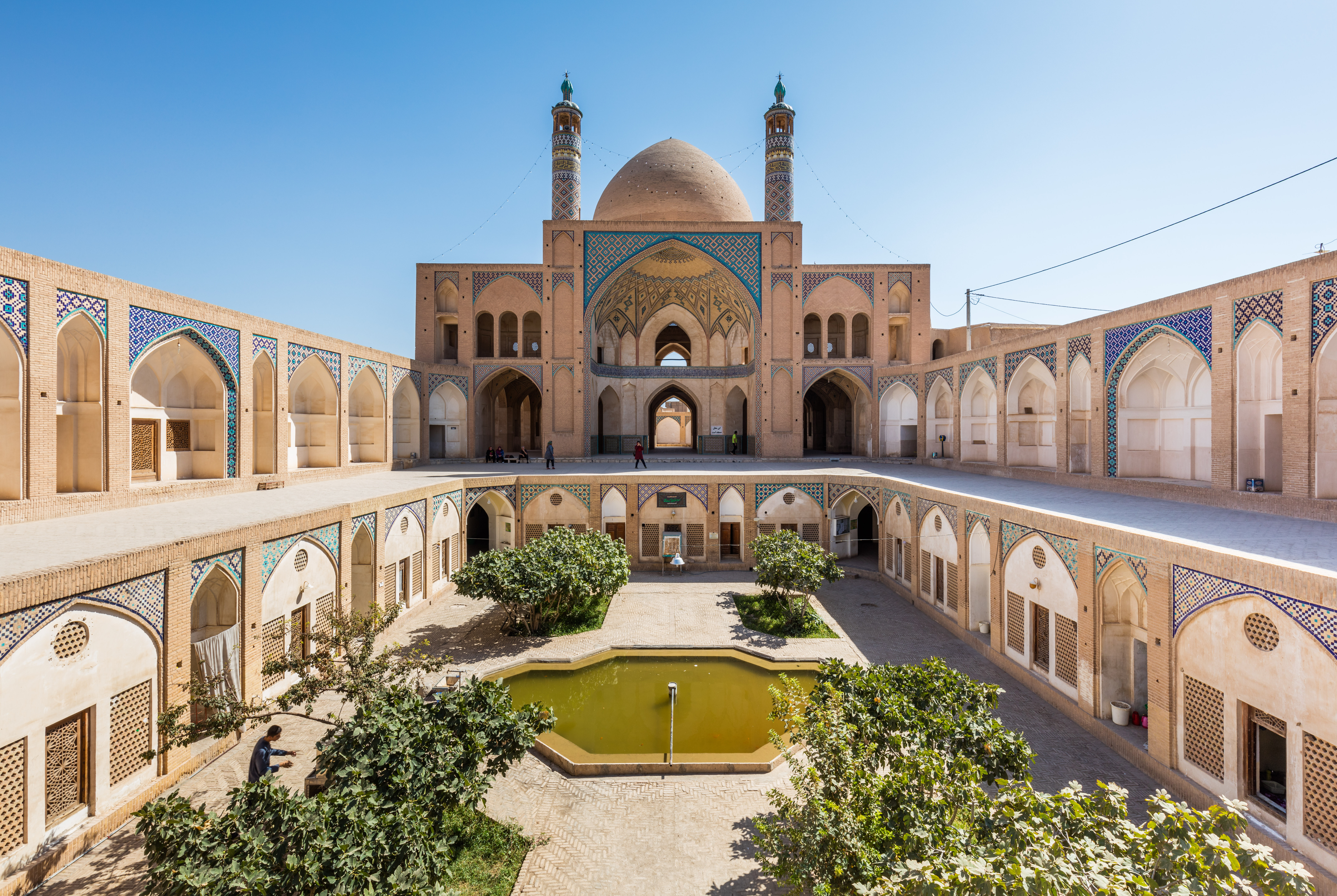
Agha-Bozorg-Moschee und -Madrasa
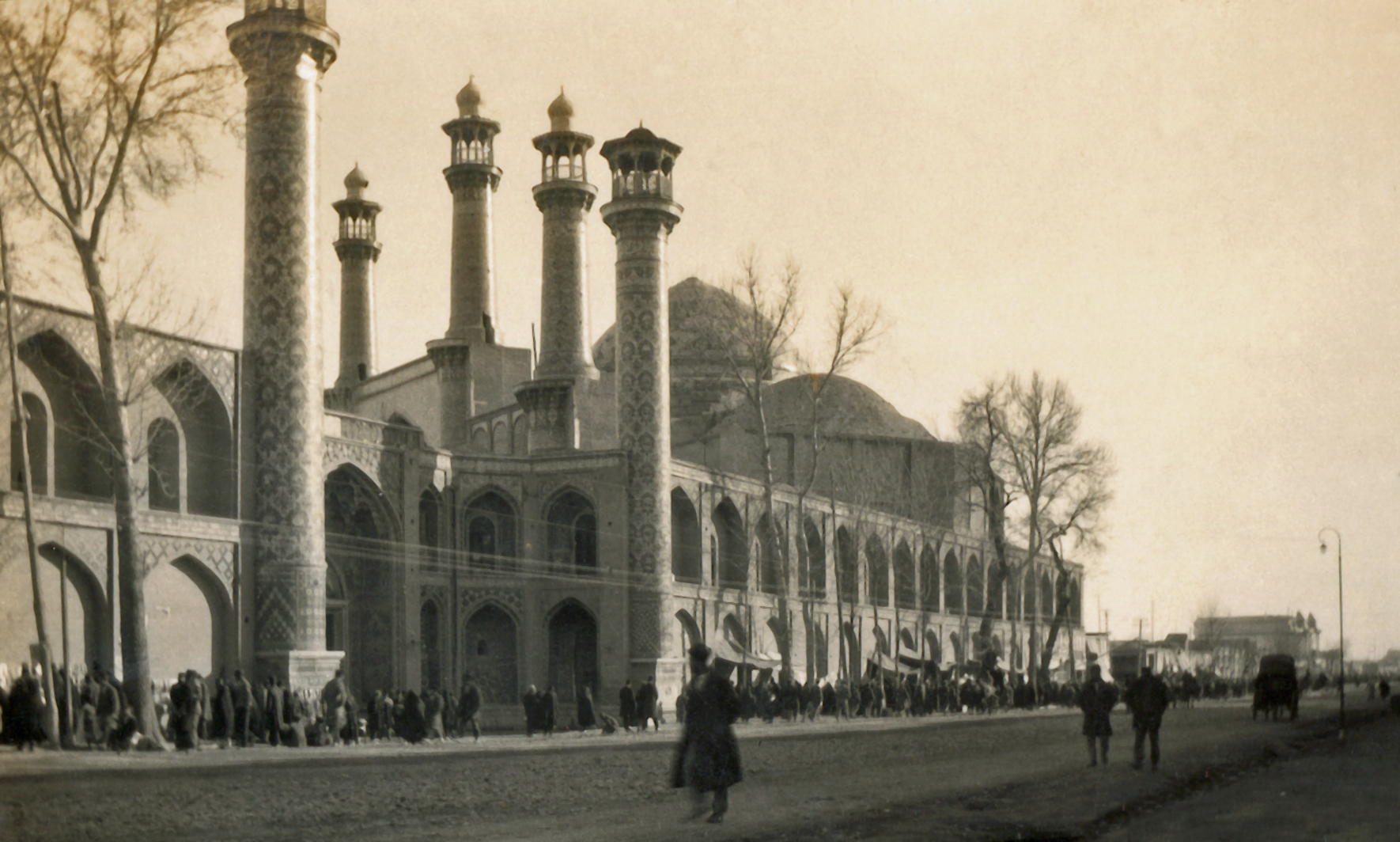
Sepahsalar-Moschee
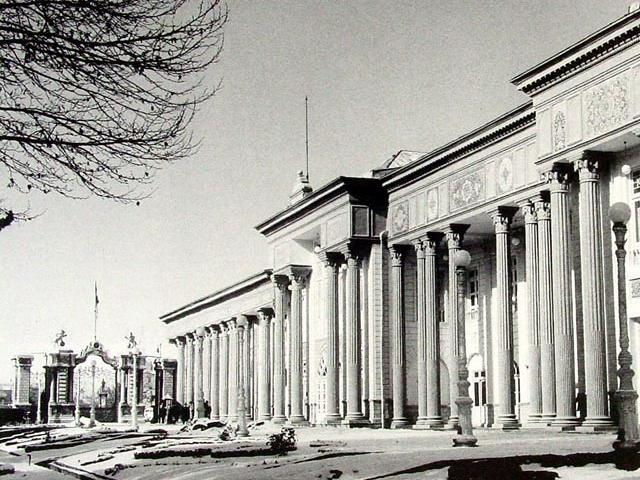
Baharestanpalast
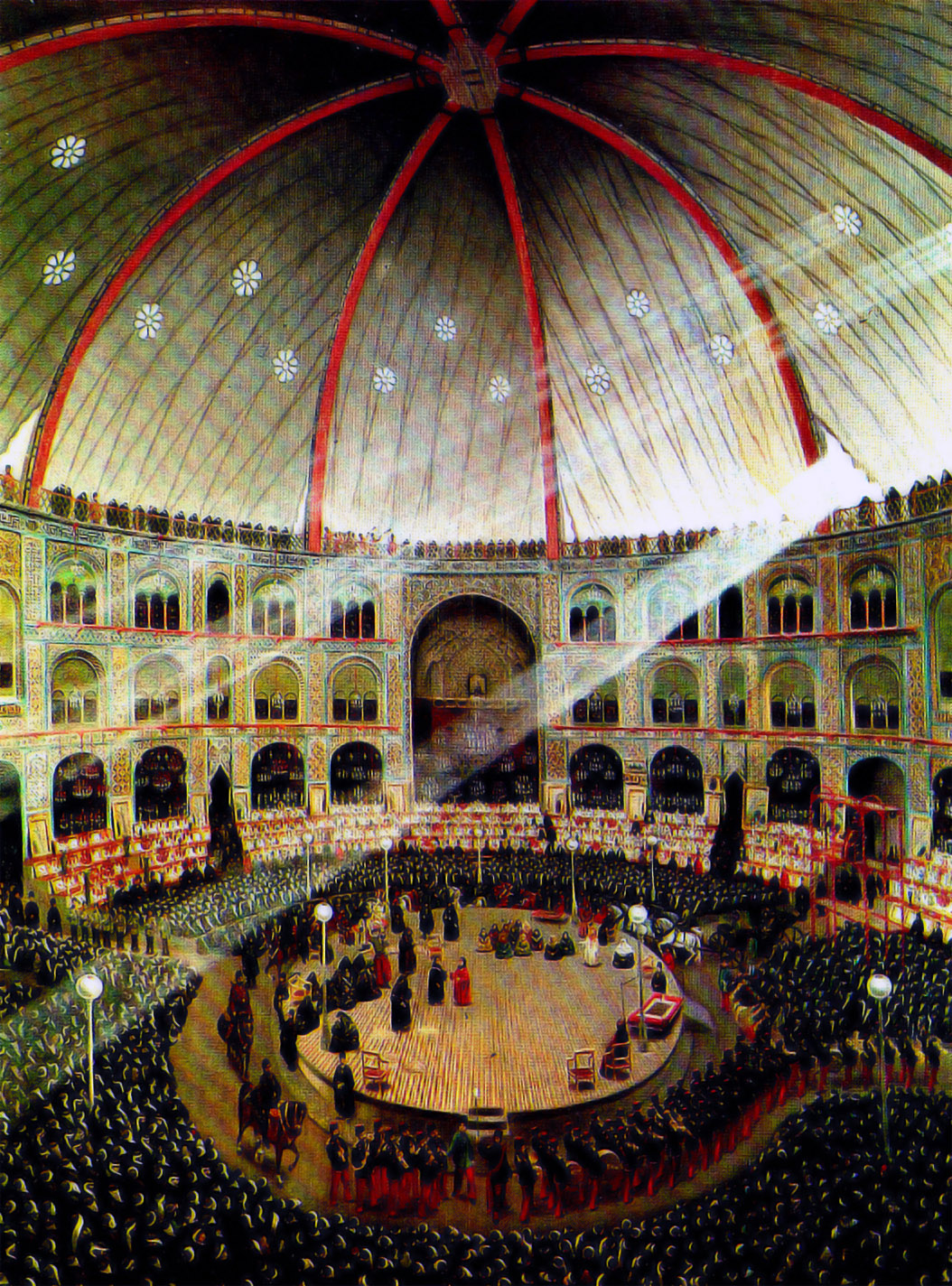
Tekiye Daulat (zerstört), Malerei, Kamal-ol-Molk, 1892
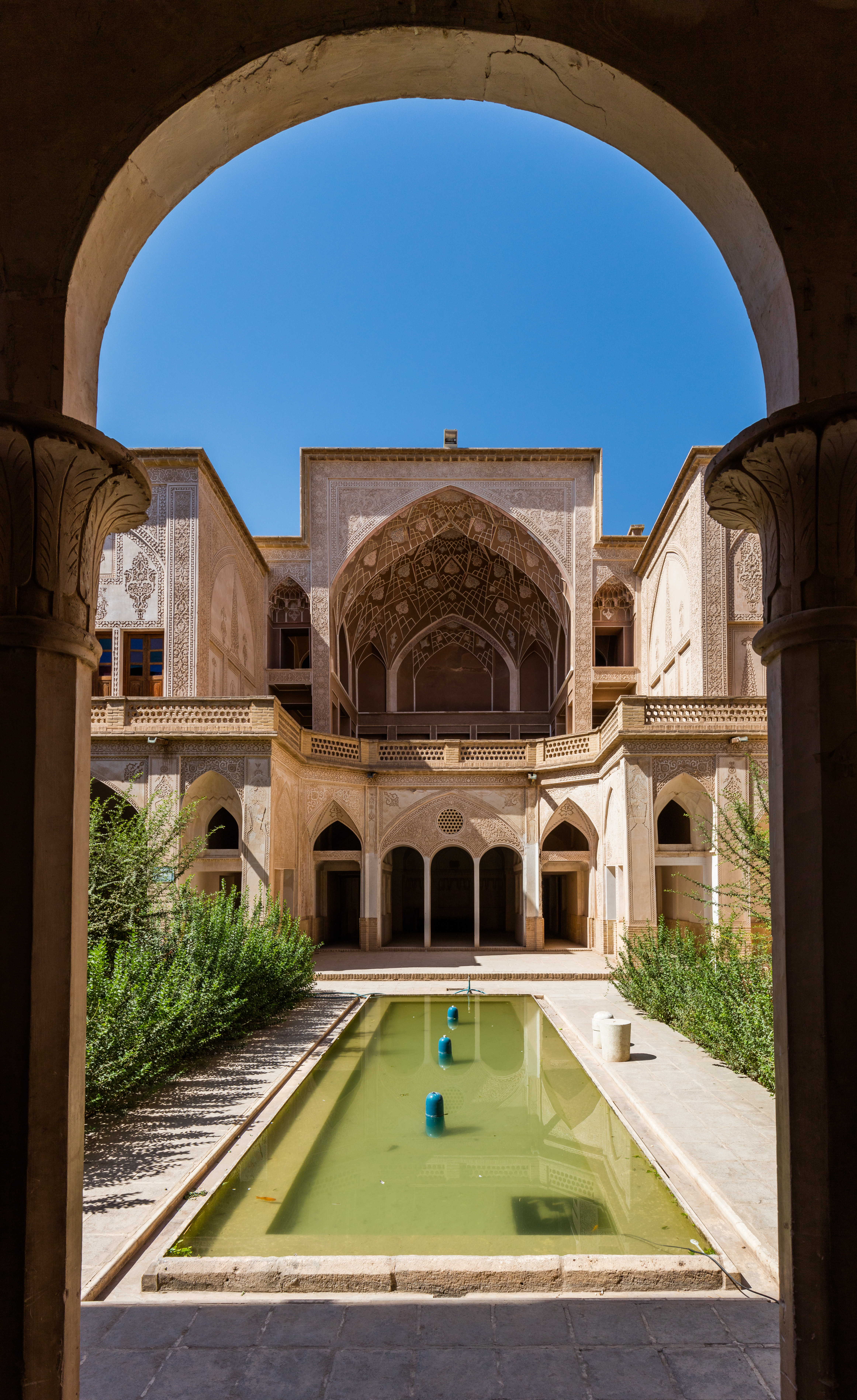
Haus der Borudscherdis
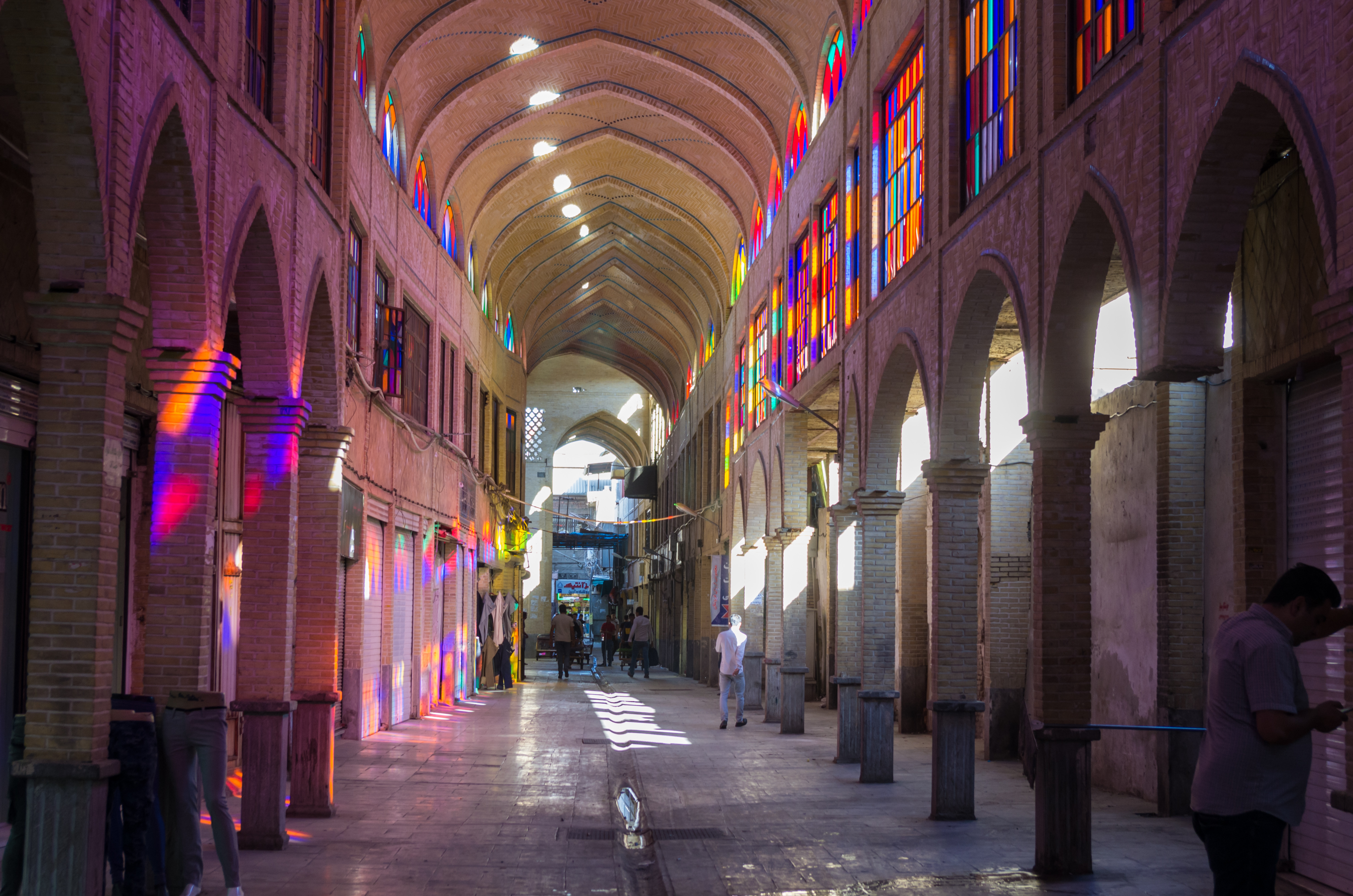
Der Große Basar von Teheran

### Pahlavi-Dynastie: 1925–1979

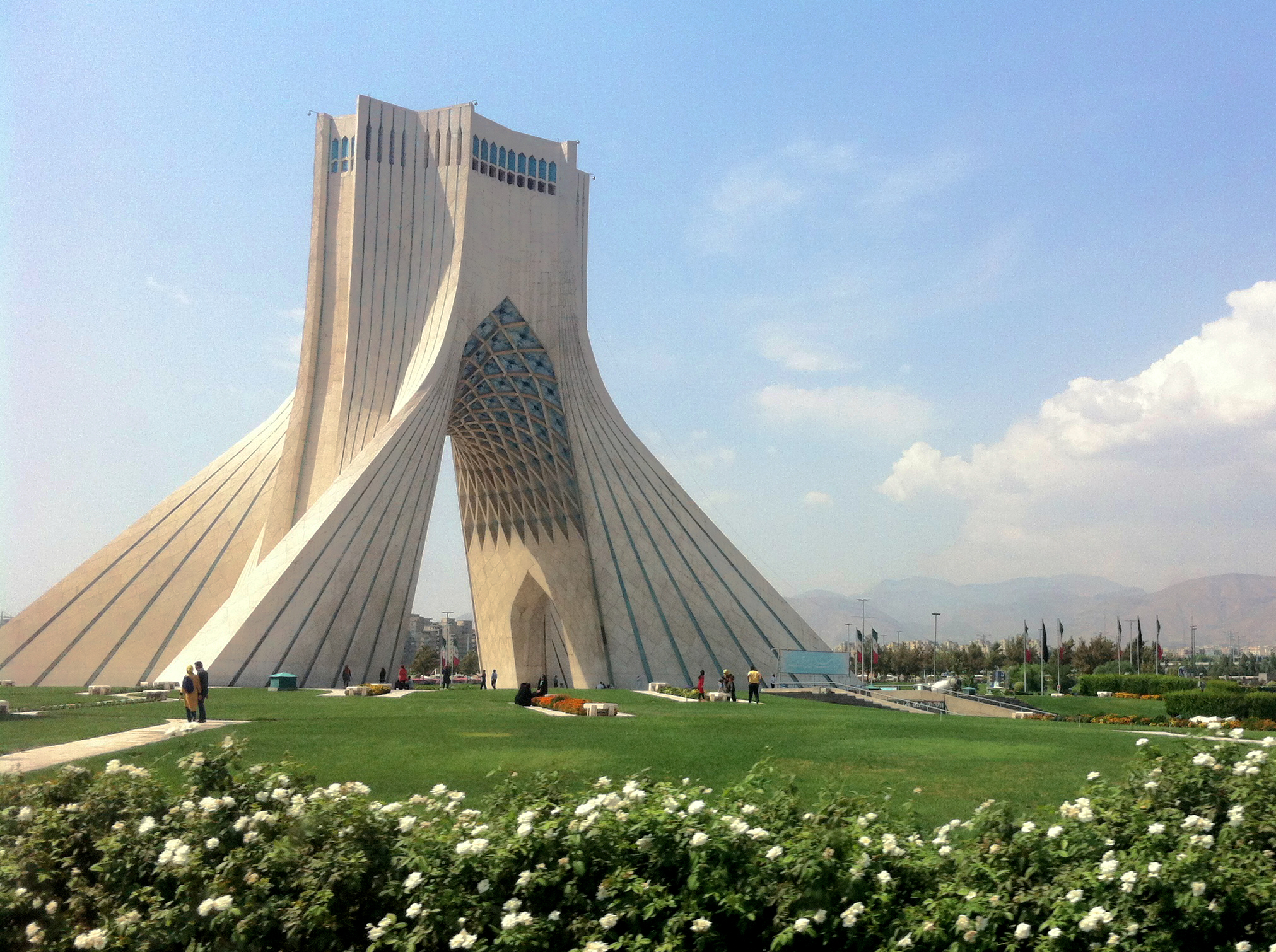
Freiheitsturm, ein Wahrzeichen des modernen Teheran

1925 setzte Reza Schah Pahlavi mit Unterstützung der britischen Regierung den letzten Schah der Kadscharen, Ahmad Schah Kadschar ab und gründete die Pahlavi-Dynastie. Er setzte eine konstitutionelle Monarchie ein, die bis zur Islamischen Revolution 1979 Bestand hatte. Reza Schah führte soziale, wirtschaftliche, und politische Reformen in seinem Land ein, das nach seinem Willen in Iran umbenannt wurde.
Um ihre Herrschaft zu legitimieren, suchten Reza Schah und sein Sohn Mohammad Reza Pahlavi alte persische Traditionen wiederzubeleben. Deutlich wird dies am Beispiel des Freiheitsturms im Zentrum des Azadi-Platzes in Teheran, der Elemente der sasanidischen Architektur wieder aufgreift. Das Stadttheater Teheran zitiert griechische und römische sowie traditionelle persische Bauelemente, wie die Pfeiler von Persepolis, und integriert sie in moderne Bauformen. Die Dachkonstruktion der Kuppel erinnert stilistisch an die Zeit der Ilchane. Das Opernhaus folgt westlichen modernen Bauformen, ebenso das Teheraner Museum für Zeitgenössische Kunst, das die traditionellen Windturm-Anlagen (Badgir) architektonisch integriert.

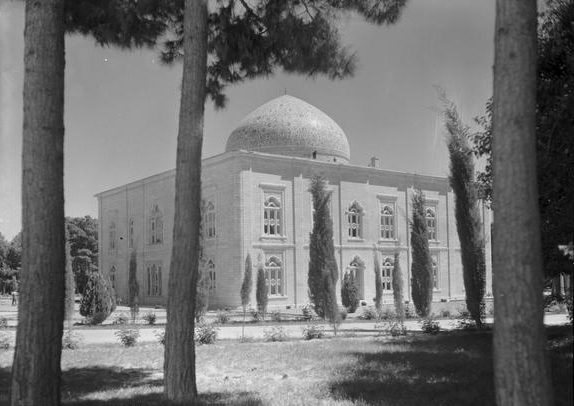
Das Marmarpalast
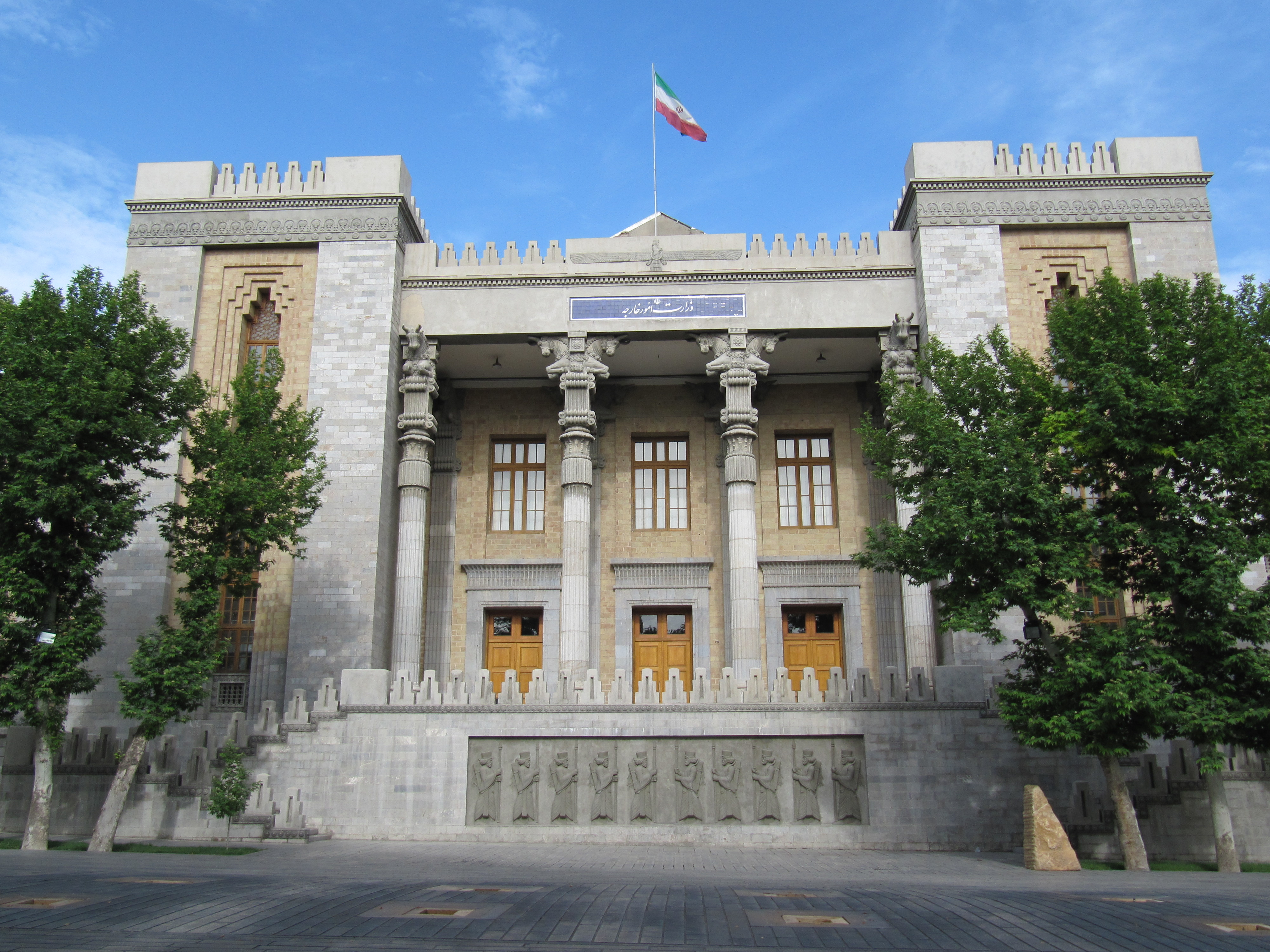
Das Tor des Schahrbanipalastes
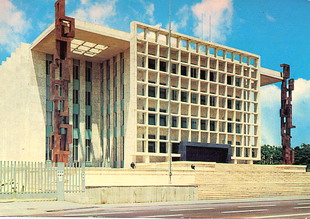
Das Senatshaus in Teheran von Heydar Ghiai
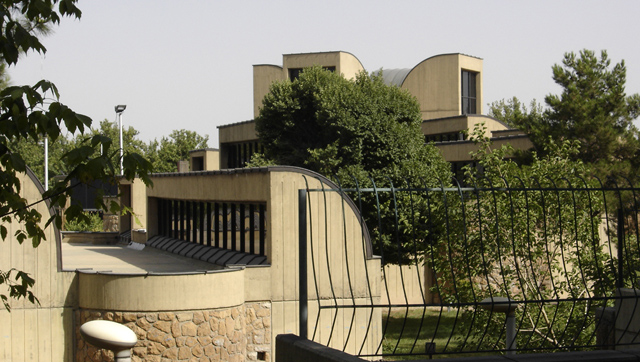
Das Teheraner Museum für Zeitgenössische Kunst, Integration von traditionellen Windturmelementen
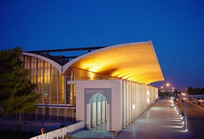
Der Bahnhof von Maschhad, von Yves Ghiai
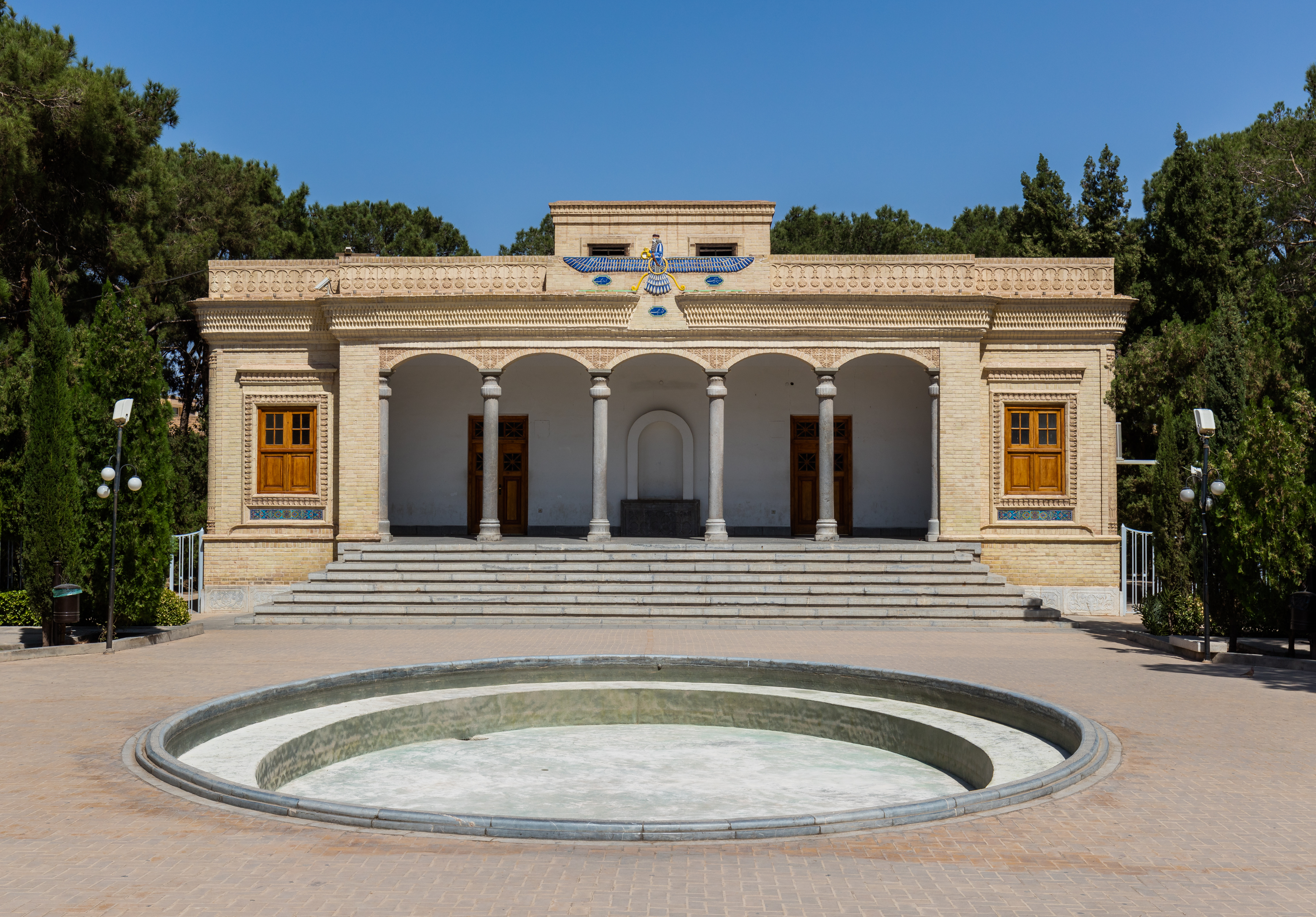
Zoroastrischer Feuertempel von Yasd
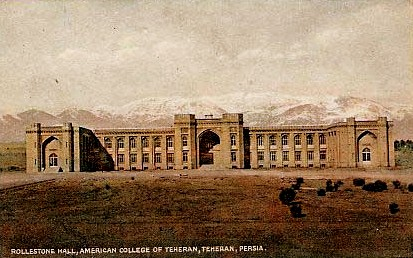
Alborz-College
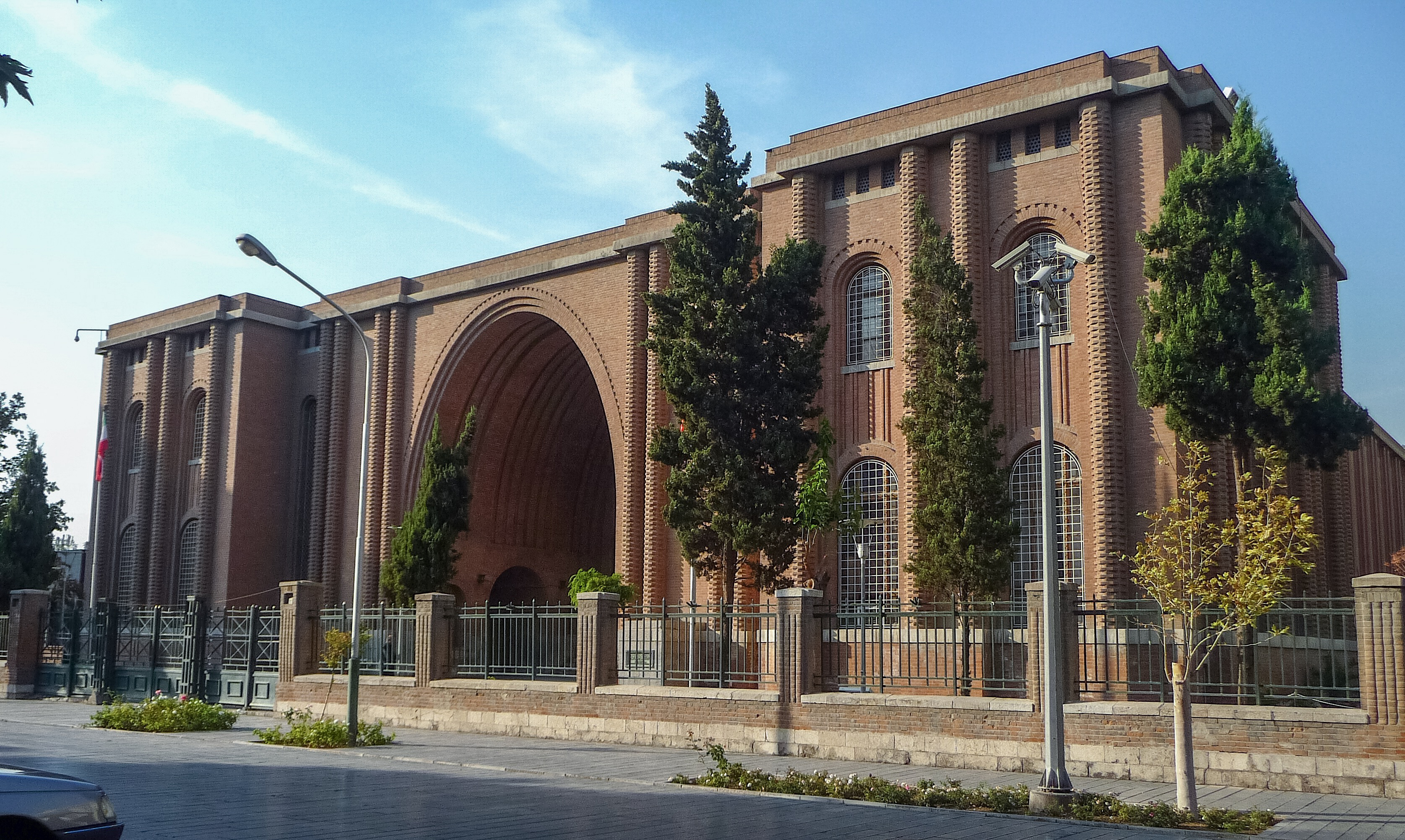
Iranisches Nationalmuseum

### Islamische Revolution und Moderne
Während die moderne Sakralarchitektur – beispielhaft am Chomeini-Mausoleum zu erkennen – weiterhin der klassischen islamischen Bautradition folgt, orientieren sich weltliche Bauten eher an westlich-modernen Architekturformen. Im Wohnungsbau werden moderne Baustoffe wie Stahl und Beton verwendet.

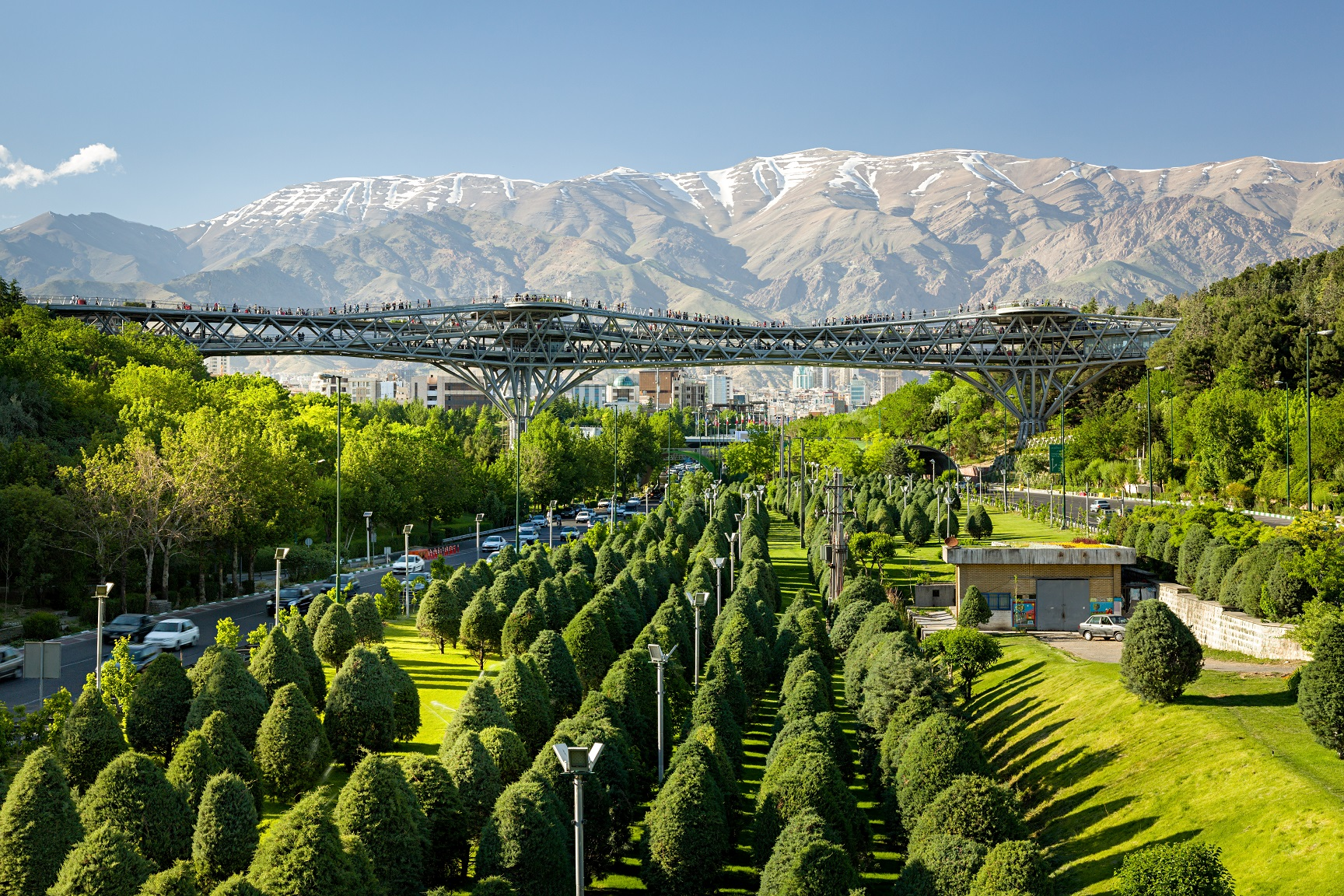
Die Tabiat-Brücke, Teheran, im Hintergrund das Elburs-Gebirge

## Einzelne Bauformen und Elemente

### Wasserbau, Taubentürme, Kühlhäuser
Die klimatischen Bedingungen in Iran erfordern verschiedene Formen der Wasserwirtschaft. Das traditionelle System der Qanate oder Kariz kann Wasser unterirdisch über weite Strecken führen. Wasserreservoire (Ab Anbar) dienen der Speicherung des Wassers. Von Flüssen wie dem Zayandeh Rud wurden zu safawidischer Zeit in Isfahan Kanäle abgeleitet, die Wasser erst durch Wasserbecken der großen Gartenanlagen wie dem Tschahār Bāgh, und dann weiter zur Bewässerung auf die Felder leiteten.
Taubentürme (Borj-e-Kabutar – „Taubenburg“, oder allgemeiner Kabutar Khaneh – „Taubenhaus“) aus kalkverputzten Lehmziegeln haben meist die Form abgestumpfter Pyramiden oder von Rundtürmen mit flachen Dächern, wobei auch sich stufenförmig nach oben verjüngende Türme vorkommen. Die berühmten Taubentürme von Isfahan sind rund oder kleeblattförmig. Sie können einen Durchmesser von über 15 m und Höhen von 10–20 m erreichen. Die Wände sind aus Lehmziegeln gemauert und teilweise mit Kalkputz überzogen. Für die wenig fruchtbaren Böden der Felder waren große Mengen Dünger nötig. Taubenkot wurde auch als Beize in der Lederindustrie verwendet, sowie zur Herstellung von Schwarzpulver. Neben zahlreichen erhaltenen Taubentürmen in ganz Iran sind aus safawidischer Zeit die Sieben Türme von Charun erwähnenswert.
Lebensmittel wurden traditionell in speziellen Kühlhäusern (Yachtschal) frisch gehalten.

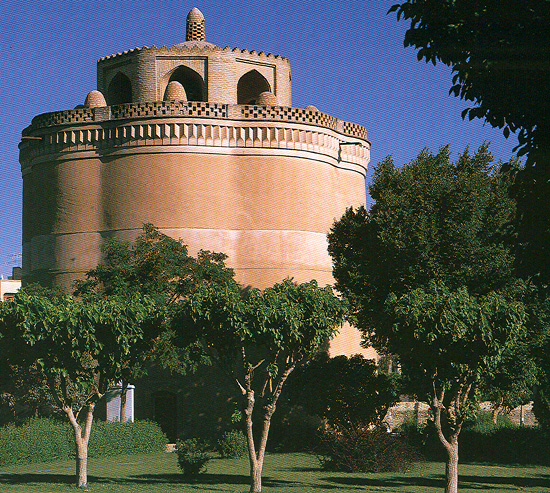
Taubenschlag (Kabutar-Chane) in Isfahan
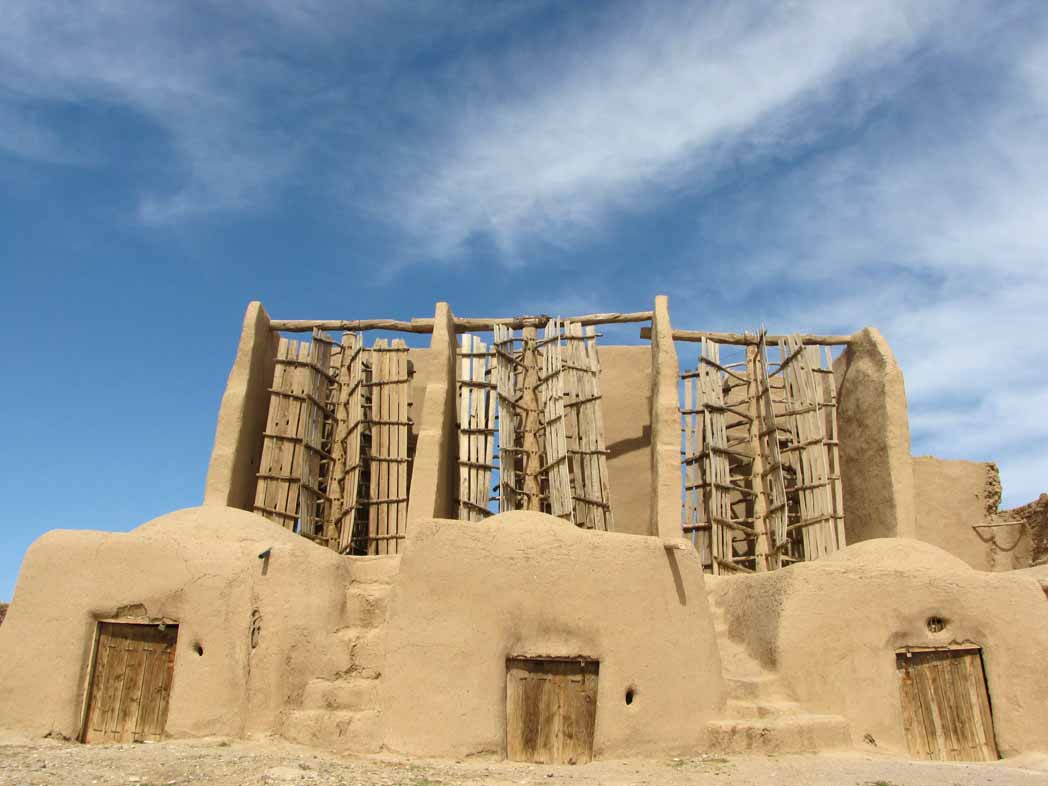
Persische Windmühle in Süd-Chorasan
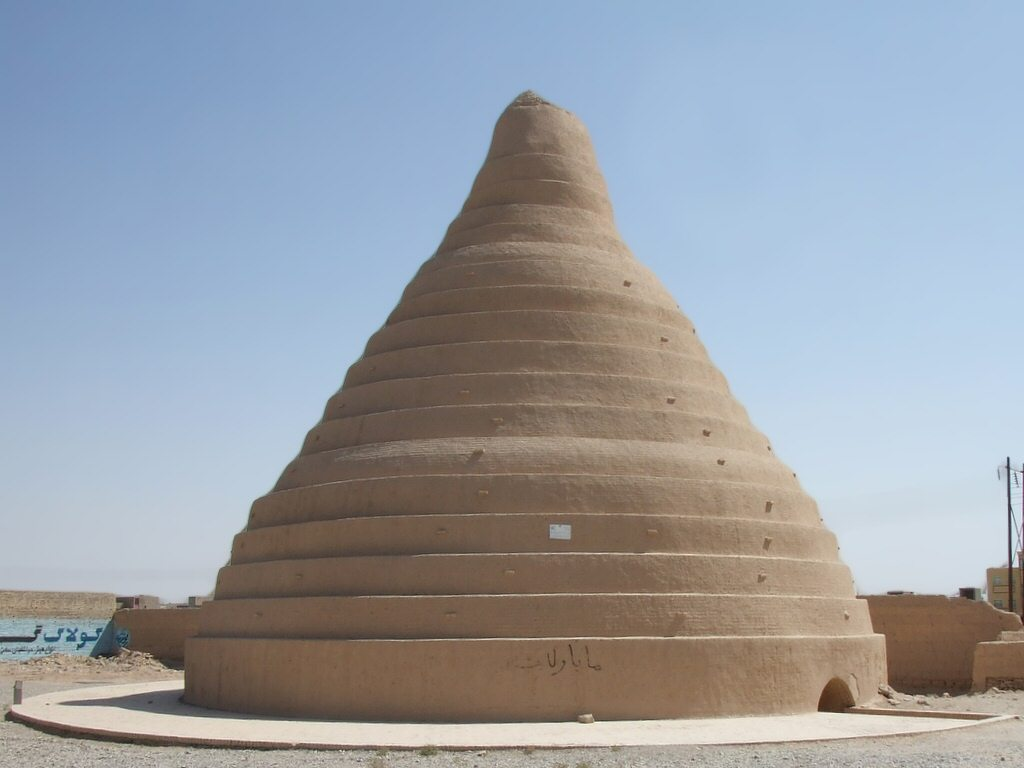
Ein Yachtschal in Yazd
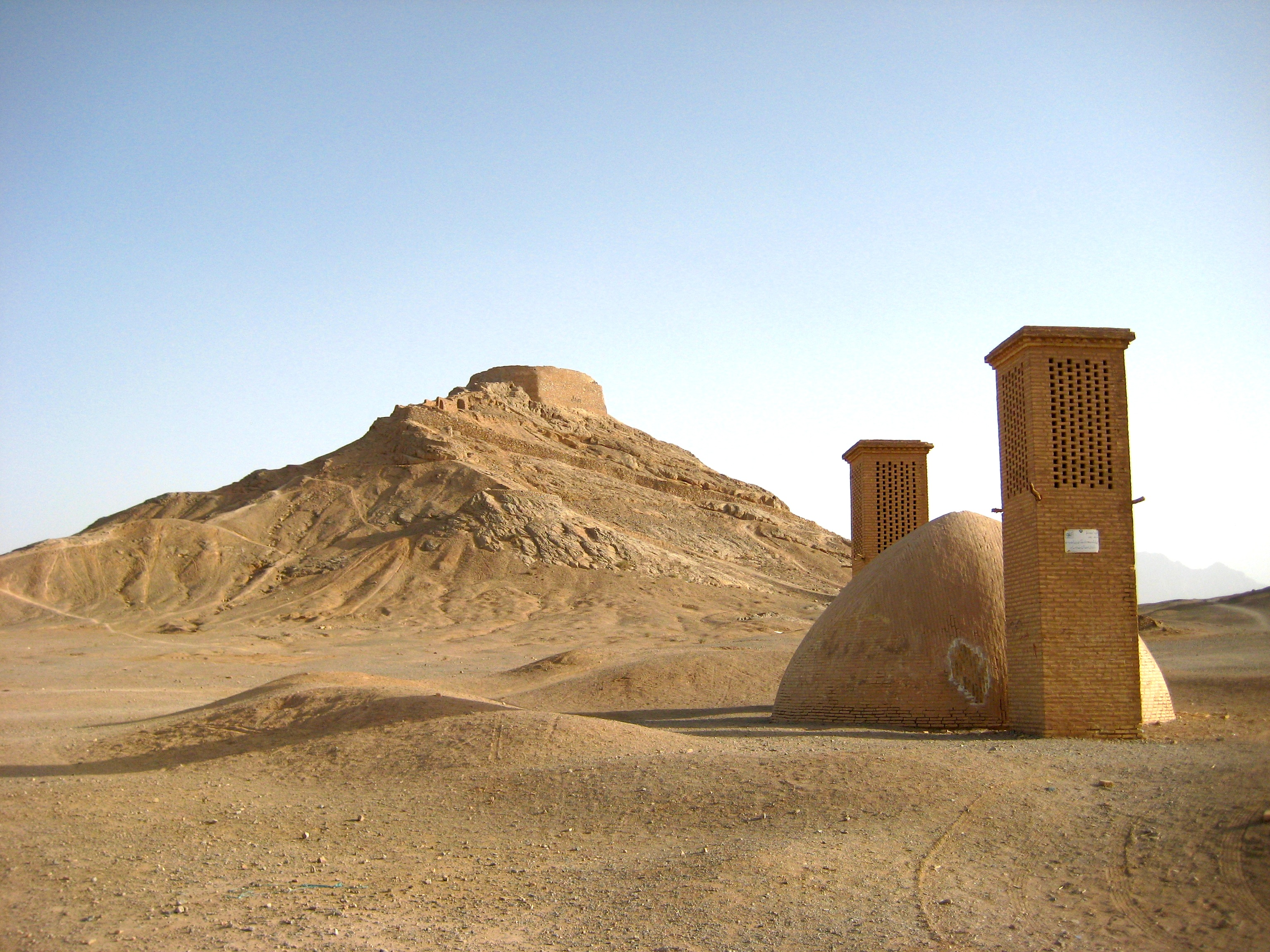
Ein Ab Anbar (mit Windtürme) nahe die Dachma von Yazd